# Liste deutscher Erfinder und Entdecker
Die Liste deutscher Erfinder und Entdecker ist eine Liste von Erfindern und Entdeckern aus Deutschland in alphabetischer Reihenfolge des Familiennamens.

## A

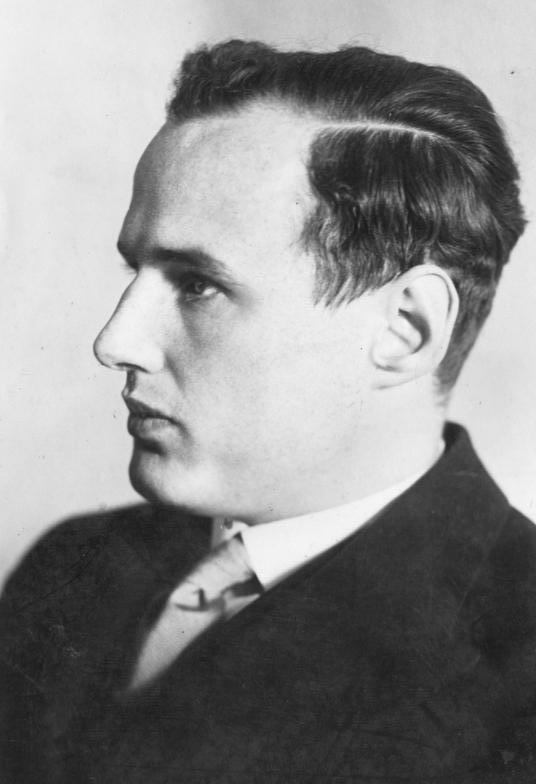
Manfred von Ardenne, 1930 als junger Mann

- Ernst Abbe: Physiker, Statistiker, Optiker, Unternehmer und Sozialreformer; erschuf gemeinsam mit Carl Zeiss und Otto Schott die Grundlagen der modernen Optik, entwickelte viele optische Instrumente und verhalf der Firma Carl Zeiss zu Weltruhm.
- Willy Abel: Erfinder des Eierschneiders
- Franz Carl Achard: Er entwickelte die Technik zur Herstellung von Zucker aus Zuckerrüben. Im Jahr 1802 errichtete er in Preußen die erste funktionsfähige Zuckerrübenfabrik der Welt.
- Udo Adelsberger: Mit-Erfinder der PTR-Quarzuhr (gemeinsam mit Adolf Scheibe)
- Konrad Adenauer: Politiker und Bundeskanzler; entwickelte u. a. ein Verfahren zur Herstellung der Kölner Wurst (1916) und des Kölner Brots (1915)[1]
- Franz Ulrich Theodor Aepinus: Entdeckung der piezoelektrischen Eigenschaften des Materials Turmalin
- Georgius Agricola: „Vater“ der Mineralogie
- Julius Albert: Erfinder des Drahtseiles.
- Kurt Alder: (Nobelpreis) – Diels-Alder-Reaktion
- Richard Altmann: Entdecker des Mitochondriums, 1886
- Alois Alzheimer: Psychiater und Neuropathologe; beschrieb als Erster die Symptome der Alzheimerschen Krankheit.
- Ottomar Anschütz: Erfinder des Schlitzverschlusses (Fototechnik), 1889
- Hermann Anschütz-Kaempfe: Erfinder des Kreiselkompasses.
- Manfred von Ardenne: Physiker; Forscher vor allem in der angewandten Physik tätig, 600 Erfindungen und Patente in der Funk- und Fernsehtechnik, Elektronenmikroskopie, Nuklear-, Plasma- und Medizintechnik
- Martin Leo Arons: Mit-Erfinder der Quecksilberdampflampe
- Leopold Auerbach: Anatom und Pathologe, 1862 beschrieb er als Erster den heute nach ihm benannten Auerbach’schen Plexus (Plexus myentericus), ein Geflecht aus Nervenzellen, das die Motilität und Peristaltik des Verdauungssystems steuert.
- Max Abraham: Theoretischer Physiker; um 1902 entwickelte er eine Theorie, der zufolge Elektronen perfekte starre Kugeln seien mit gleichmäßig über die Oberfläche verteilter Ladung. Es war dies die erste feldtheoretische Konzeption des Elektrons, welche großen Einfluss auf die weitere Entwicklung der Elektronentheorie hatte. Dabei prägte er die Begriffe „longitudinale“ und „transversale“ elektromagnetische Masse

## B
- Walter Baade: Deutscher Astrophysiker, 1944 gelang Baade erstmals die Auflösung der Kernregion des Andromedanebels in einzelne Sterne. 1952 stellte Baade fest, dass die Entfernungen zu den Galaxien mindestens doppelt so groß waren, wie bis dahin angenommen wurde. Damit verdoppelten sich der Maßstab und das Alter des Universums. Gemeinsam mit dem Schweizer Fritz Zwicky entwickelte er die Theorie, dass Supernovae Neutronensterne erzeugen könnten.
- Béla Viktor Karl Barényi: zuletzt deutscher Staatsangehörigkeit, Konstrukteur und Erfinder; während seiner Tätigkeit in der Vorentwicklung bei Daimler-Benz schuf er grundlegende Beiträge, welche die Aufteilung in aktive und passive Sicherheit von Automobilen begründete: Knautschzone, Sicherheitsfahrgastzelle, Sicherheitslenksäule, versenkte Scheibenwischer, Gurtstraffer, Sicherheitstürschloss, Autotür-Seitenschutz, Überrollbügel etc. Daneben brachte er das Käfer-Konzept des Heckmotorraums hervor, das später von Volkswagen aufgegriffen wurde. Zeitlebens war er einer der produktivsten Erfinder im Automobilsektor. Über 2.500 Patente basieren auf sein Wirken.

- Karl Ernst von Baer: deutsch-baltischer Naturforscher, Zoologe, Embryologe, Anthropologe, Geograph, Forschungsreisender und Entdecker der menschlichen Eizelle. Er formulierte die Baer-Regel der Embryonenähnlichkeit sowie das nach ihm benannte Gesetz der unterschiedlichen Erosion von Flussufern durch die Corioliskraft. Er gilt als einer der bedeutendsten Naturwissenschaftler des 19. Jahrhunderts und wird wegen seiner wissenschaftlichen Leistungen auf zahlreichen Gebieten manchmal auch als der „Alexander von Humboldt des Nordens“ bezeichnet.
- Adolf von Baeyer: Er entwickelte die erste Indigosynthese; er synthetisierte das Phenolphthalein, das Fluorescein und war Wegbereiter für die Alizarin-Synthese.
- Hermann Bahlsen: Gründer der „Hannoversche Cakesfabrik H. Bahlsen“ (1889) und Erfinder des nach Gottfried Wilhelm Leibniz benannten „Leibniz-Butterkeks“.
- Albert Ballin: Erfinder des Kreuzfahrtschiffes und der modernen Kreuzfahrt
- Heinrich Band: Erfinder des Bandoneon
- Heinrich Barkhausen: Erfinder des Barkhausen-Kurz-Oszillators, entwickelte die Barkhausensche Röhrenformel, entdeckte den Magnetischen Barkhausen-Effekt.
- Oskar Barnack: Feinmechaniker, Erfinder der 35-mm-Kleinbild-Kamera, Leica
- Wilhelm Bartelmann: Erfinder des Strandkorbs
- Heinrich Barth: Afrikaforscher
- Anton de Bary: gilt als „Begründer“ der Phytopathologie
- Wilhelm Bauer: Erfinder, baute die ersten modernen Unterseeboote
- Gottlob Bauknecht: Miterfinder des Nähmaschinenmotors, Universal-Elektromotor „Landfreund“ 1920er, elektrische Rührhilfe „Allfix“ 1948, weitere elektrische Haushaltsgeräte
- Carl von Basedow: Erstbeschreibung des Morbus Basedow
- Walter Bauer: Polymethylmethacrylat (Plexiglas) (neben Otto Röhm)
- Eugen Baumann: Auf ihn geht die Verwendung des Benzoylchlorids zur Charakterisierung von Amino- und Hydroxygruppen zurück. Bekannt ist die Schotten-Baumann-Reaktion.
- Carl Baunscheidt: Baunscheidttherapie, Nadelstichgerät „Lebenswecker“
- Otto Bayer: Chemiker, 1937 entdeckte er die Polyaddition für die Polyurethansynthese und später einen Weg zur Direktsynthese von Acrylnitril für die Produktion der Polyacrylnitrilfaser
- Hans Beck: Erfinder des Spielzeugs „Playmobil“
- Ernst Otto Beckmann: Chemiker, Beckmann-Umlagerung, intramolekulare Umlagerung von Ketoximen in substituierte Amide, Beckmann-Thermometer, Beckmannische Gefrier- und Siedeapparaten
- Johannes Georg Bednorz: 1987 Nobelpreis für Physik für die Entdeckung der Hochtemperatur-Supraleitung in Keramiken aus Kupferoxiden
- Martin Behaim: Erfinder des ältesten erhaltenen Globus, genannt „Erdapfel“.
- Alexander Behm: (1880–1952), Physiker und Erfinder des Echolots

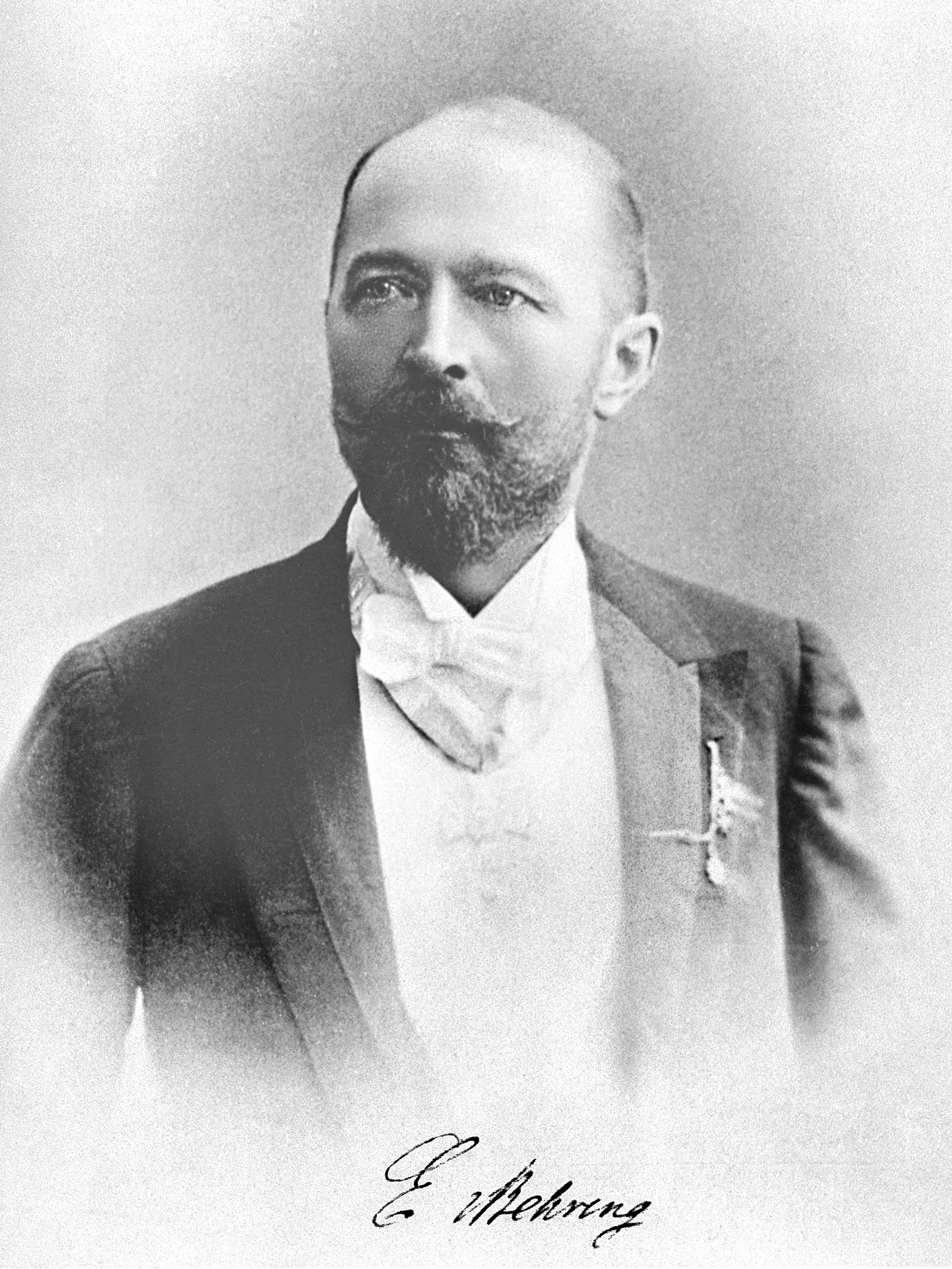
Emil Adolf von Behring, circa 1896

- Emil Adolf von Behring: Bakteriologe und Serologe, Träger des ersten Nobelpreis für Physiologie oder Medizin
- Paul Carl Beiersdorf, Wundschnellverband, 1882
- Fabian Gottlieb von Bellingshausen: Entdecker der antarktischen Landmasse
- Otto Bengtson, Kaffeevollautomat mit integrierter Mühle, 1960er
- Melitta Bentz: Hausfrau und Mutter, entwickelte 1908 den Kaffeefilter.
- Bertha Benz: Geschäftspartnerin ihres Mannes Carl Benz, Automobil-Pionierin und Erfinderin zahlreicher Verbesserungen für das Automobil.
- Carl Benz: Ingenieur und Automobilpionier, Vater des benzinbetriebenen Automobils. Sein Benz Patent-Motorwagen Nummer 1 von 1885 ist das erste Automobil; Oberflächenvergaser
- Albrecht Ludwig Berblinger: Erfinder und Flugpionier, der durch die Konstruktion eines (flugfähigen) Hängegleiters und den misslungenen öffentlichen Flugversuch von der Ulmer Adlerbastei über die Donau (1811) bekannt wurde.
- Hans Berger: Entwickler der Elektroenzephalographie (EEG)
- Friedrich Bergius: (Nobelpreis) – Verdienste um die Entdeckung und Entwicklung des chemischen Hochdruckverfahrens
- Theodor Bergmann: verschiedene Maschinengewehre; Maschinenpistole MP18
- Wilhelm Berkefeld: Berkefeld-Filter zur Trinkwasserreinigung
- Emil Berliner: (Deutschland/Vereinigte Staaten) Grammophon und Schallplatte
- Heinrich Gottlob Bertsch: erstes vollsynthetisches Waschmittel, erste Feinwaschmittel Fewa, 1932
- Friedrich Wilhelm Bessel: erste erfolgreiche Parallaxenmessung zur Entfernungsbestimmung eines Fixsterns 1838
- Hans Bethe: Pionier der Anwendung der Quantenmechanik auf verschiedensten Gebieten der Physik; Nobelpreisträger für Physik (1967)
- Albert Betz: Miterfinder der modernen Windkraftanlagen; Betzsches Gesetz
- Josef F. Bille: erfand das LASIK-Verfahren, mit dem mit Laser Fehlsichtigkeiten operativ korrigiert werden; verschiedene Patente der Augenlaserbehandlung
- Theodor Billroth: „Begründer“ der modernen Bauchchirurgie und Pionier der Kehlkopfchirurgie
- Gerd Binnig: entwickelte mit dem Schweizer Heinrich Rohrer im IBM-Forschungslabor bei Zürich 1981 das Rastertunnelmikroskop, Nobelpreis (1986)
- Walter Bock: Chemiker, 1929, die Herstellung von Styrol-Butadien-Kautschuk
- Max Bockmühl: Erfinder des Methadons (gemeinsam mit Gustav Ehrhart)
- Johann Elert Bode: Astronom; Bode wurde in der Fachwelt vor allem durch seine Arbeit zur Bahn des 1781 entdeckten Uranus berühmt
- Ludwig Bölkow: an der Entwicklung der Bf 109G, der Me 210 sowie des ersten serienmäßig einsatzfähigen strahlgetriebenen Jagdflugzeugs der Welt, der Messerschmitt Me 262 beteiligt
- Manfred Börner: Pionier und Erfinder der optoelektronischen Nachrichtenübermittlung
- Johann Friedrich Böttger: Das Jaspisporzellan (Böttgersteinzeug) und der Prototyp des noch unglasierten weißen Porzellans wurden in Dresden von Böttger und Tschirnhaus entwickelt
- Hugo Borchardt: automatische Handfeuerwaffe (Sharps-Borchardt-Modell 1877, Borchardt C93 1893)
- Max Born: grundlegende Beiträge zur Quantenmechanik, Nobelpreis 1954
- Carl Bosch: Chemiker und Nobelpreisträger
- Robert Bosch: Industrieller, Ingenieur und Erfinder, Gründer der Robert Bosch GmbH
- Walther Bothe: Physiker und Begründer der modernen Kernphysik. Für die Entwicklung der Koinzidenzmethode und der damit gemachten Entdeckungen erhielt er im Jahr 1954 den Nobelpreis für Physik.
- Bruno Boxler: Maschinenbauingenieur, 1938 tropfenfreie Kannen-Ausgusstülle; 1953 Schneckenpflug (gemeinsam mit Martin Kühnle)
- Hennig Brand: Apotheker, Entdecker des Elementes Phosphor, 1669
- Karlheinz Brandenburg: Elektrotechniker, entwickelte das MP3-Dateiformat zur Audiodatenkompression. Er ist außerdem für seine grundlegenden Arbeiten im Bereich der Audiocodierung, der Wahrnehmungsmessung, der Wellenfeldsynthese und der Psychoakustik bekannt.
- Karl Ferdinand Braun: Physiker, Elektrotechniker und Nobelpreisträger, u. a. Erfinder der Kathodenstrahlröhre, die Braunsche Röhre.

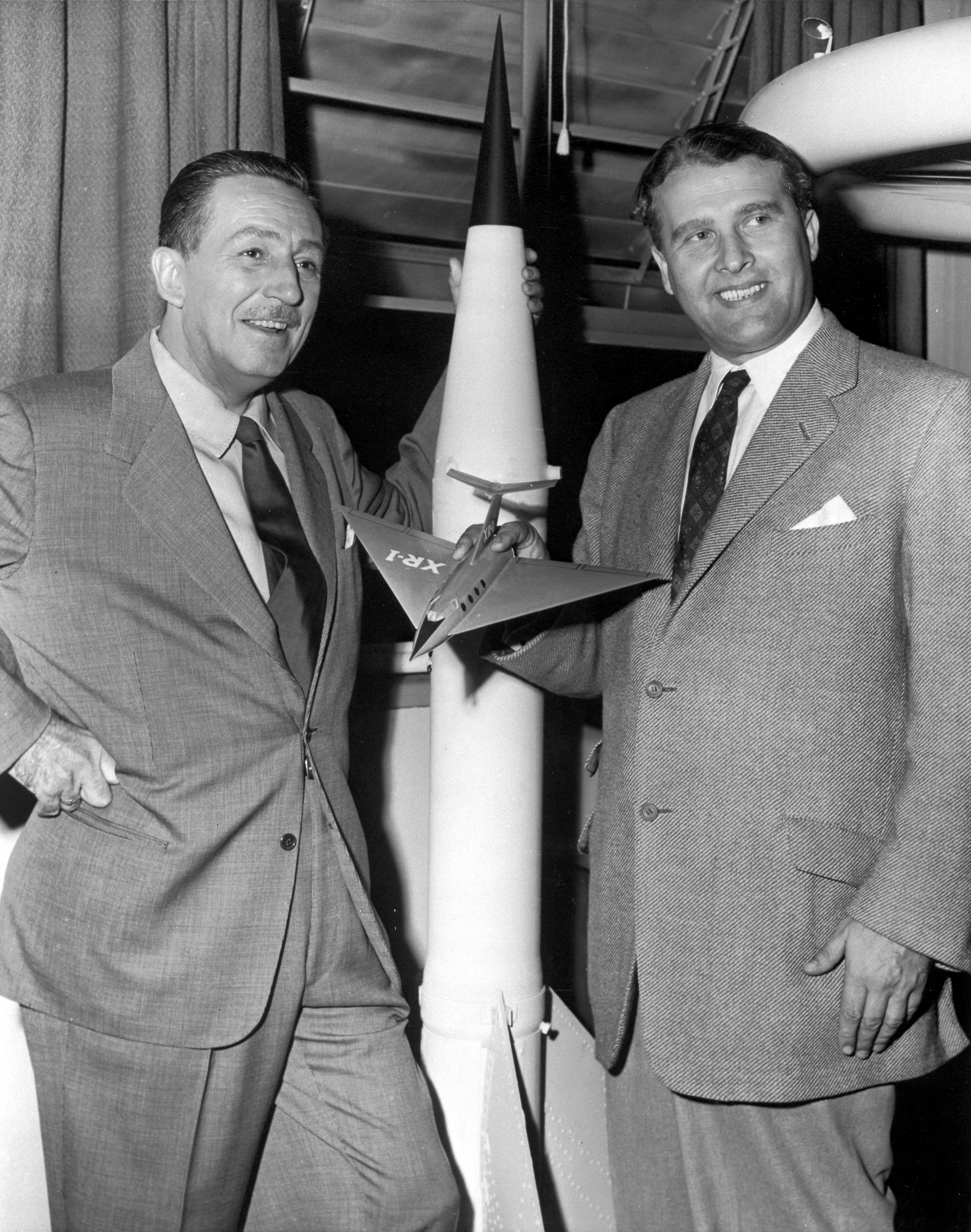
Wernher von Braun (rechts) zusammen mit Walt Disney (links), 1954

- Wernher von Braun: Raketeningenieur, Wegbereiter und Visionär der Raumfahrt, Vater der Raketenwissenschaften
- Korbinian Brodmann: Entdecker des Brodmann-Areals
- Walter Bruch: Erfinder des PAL-Farbfernsehsystems
- Wilhelm Bruhn: Erfinder des Taxameter, 1891
- Eduard Buchner (Nobelpreis) – Entdeckung der zellfreien Gärung
- Ernst Büchner: Erfinder der Büchnerflasche und des Büchnertrichters
- Carl Friedrich Bückling: Erfinder der ersten deutschen Dampfmaschine
- Robert Bunsen: Chemiker, entwickelte zusammen mit Gustav Robert Kirchhoff die Spektralanalyse, mit deren Hilfe chemische Elemente hochspezifisch nachgewiesen werden können; er perfektionierte den nach ihm benannten Bunsenbrenner, erfand das Bunsenelement und das Bunsen-Fotometer; er entdeckte mit Kirchhoff die Elemente Caesium und Rubidium.
- Christian Friedrich Ludwig Buschmann, Pionier der Entwicklung der Mundharmonika
- Adolf Busemann: Ingenieurwissenschaftler, Pfeilung, 1935
- Adolf Butenandt: (Nobelpreis) Arbeiten über Sexualhormone, Sexualhormon Estrogene

## C

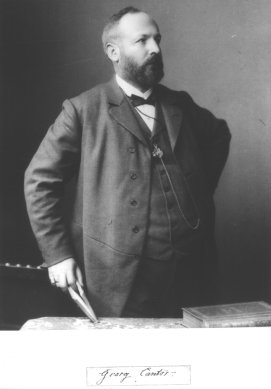
Georg Cantor, circa 1894

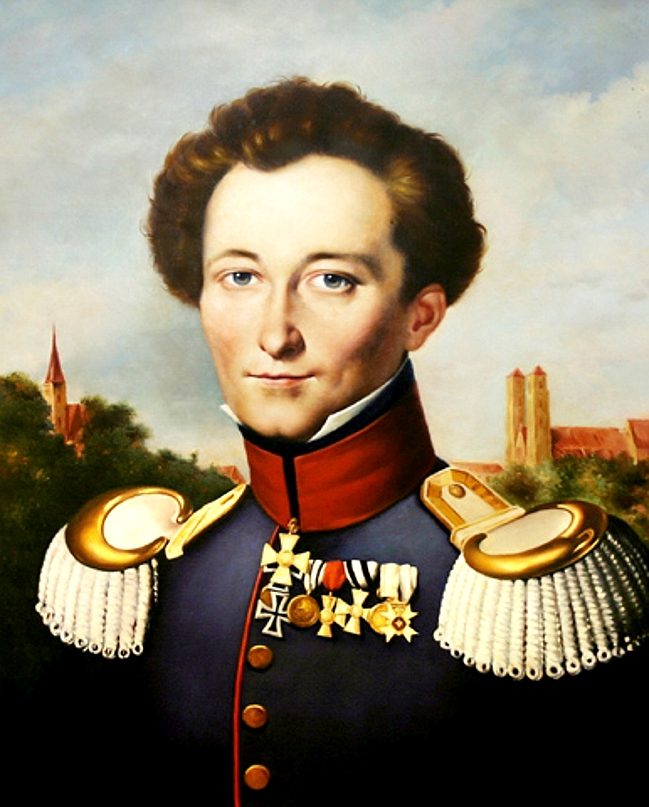
Carl von Clausewitz

- Georg Cantor: Mathematiker und Wissenschaftler. Cantor lieferte wichtige Beiträge zur modernen Mathematik. Insbesondere ist er der Begründer der Mengenlehre.
- Ernst Boris Chain: (Nobelpreis) Penicillin (gemeinsam mit Alexander Fleming)
- Rudolf Clausius: Physiker, Entdecker des Zweiten Hauptsatzes der Thermodynamik
- Claus-Frenz Claussen: Auto-Cyberno-Mobil, 2007
- Justus Claproth: Jurist und Erfinder des Recyclingpapiers
- Manfred Curry: Curryklemme (Segeln)

## D

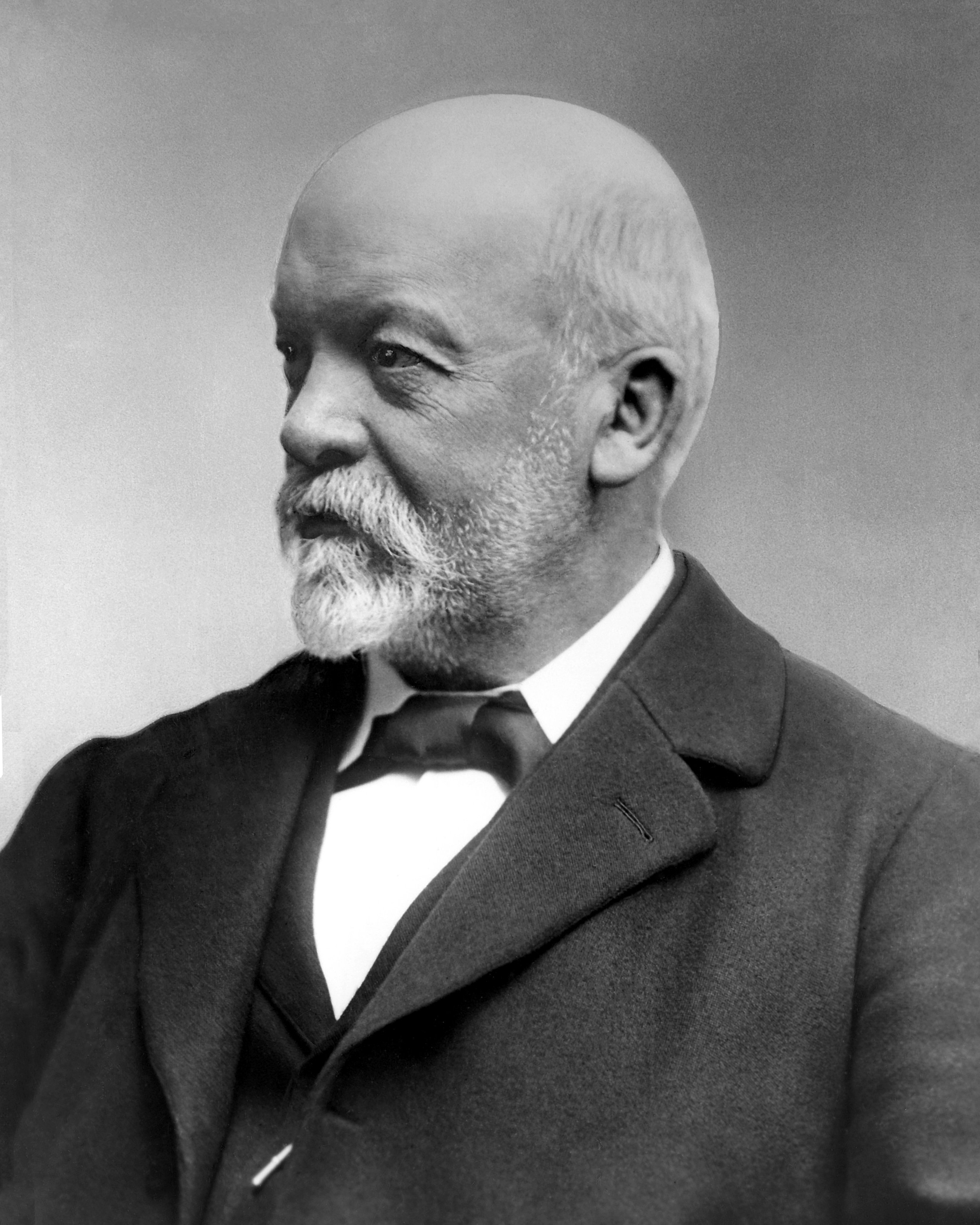
Gottlieb Daimler

- Gottlieb Daimler: Ingenieur, Konstrukteur und Industrieller. Daimler entwickelte den ersten schnelllaufenden Benzinmotor und das erste vierrädrige Kraftfahrzeug mit Verbrennungsmotor.
- Hans Georg Dehmelt: Physiker, Nobelpreis „für die Entwicklung der Ionenkäfigtechnik“ (gemeinsam mit Wolfgang Paul, 1989)
- Max Delbrück: Deutschamerikanischer Genetiker, Biophysiker und Nobelpreisträger; Vater der modernen Genetik
- Johann Christoph Denner: Instrumentenbauer des Barocks, der als Erster Holzblasinstrumente neueren Typs (u. a. Oboe und Blockflöte) im deutschsprachigen Raum einführte und als Erfinder der Klarinette gilt.
- Jürgen Dethloff: Erfinder der Chipkarte 1968 (mit Helmut Gröttrup)
- Johann Friedrich Dieffenbach: Mediziner und Chirurg, Wegbereiter der Transplantation sowie der plastischen Chirurgie
- Ernst Dickmanns: Pionier des dynamischen maschinellen Sehens und der autonomen Fahrzeuge
- Philip Diehl: Ingenieur, Miterfinder des Deckenventilators
- Otto Diels: (Nobelpreis): Diels-Alder-Reaktion
- Rudolf Diesel: Ingenieur und der Erfinder des Dieselmotors
- Johann Wolfgang Döbereiner: Platinfeuerzeug, 1826
- Gerhard Domagk: (Nobelpreis) antibakterielle Wirkung des Sulfonamid-Farbstoffs Prontosil, 1935
- Christian Doppler: deutsch-österreichischer Mathematiker und Physiker, bekannt durch den von ihm theoretisch vorhergesagten und nach ihm benannten Doppler-Effekt
- Friedrich Ernst Dorn: Chemiker, Entdeckung des chemischen Elementes Radon, 1900
- Walter Dornberger: Generalmajor der deutschen Wehrmacht und im Heereswaffenamt zuständig für das gesamte deutsche Raketenwaffen-Programm, Mit-Erfinder der V-2-Rakete
- Karl Drais: Forstlehrer und bedeutender Erfinder in der Goethezeit, u. a. Fahrrad und Schreibmaschine, 1821
- Johann Nikolaus von Dreyse: Bau des ersten praxistauglichen Gewehres nach dem Hinterlader-Prinzip, 1836
- Emil Heinrich Du Bois-Reymond: Begründer der experimentellen Elektrophysiologie, Nervensystem

## E
- Paul Ehrlich: Arzt und Nobelpreisträger; ermöglichte die Diagnose zahlreicher Blutkrankheiten, entwickelte als Erster eine medikamentöse Behandlung der Syphilis und begründete damit die Chemotherapie
- Manfred Eigen: Nobelpreisträger (1967) – in Anerkennung seiner Arbeiten zur Geschwindigkeitsmessung von schnellen chemischen Reaktionen verliehen.
- Alfred Einhorn: Chemiker, Einhorn-Brunner-Reaktion, Synthese von Procain (Markennamen Novocain), Entdeckung von Polycarbonate

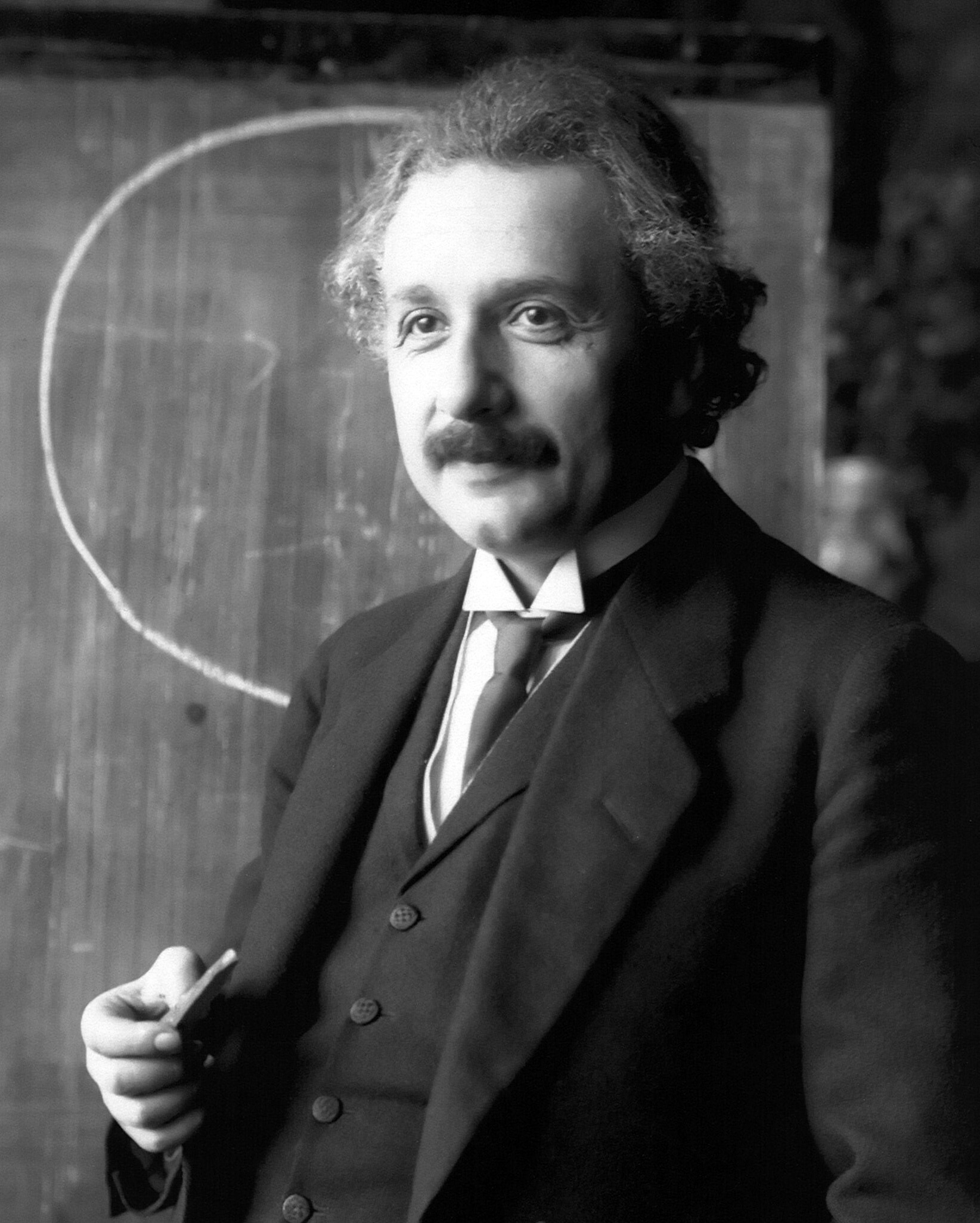
Albert Einstein, 1921

- Albert Einstein: Nobelpreisträger (1921); theoretischer Physiker. Einstein gilt als einer der bedeutendsten Physiker der Wissenschaftsgeschichte und weltweit als einer der bekanntesten Wissenschaftler der Neuzeit. Seine Forschungen zur Struktur von Raum und Zeit sowie dem Wesen der Gravitation veränderten maßgeblich das physikalische Weltbild. Auch als Erfinder war Einstein erfolgreich, er erhielt zahlreiche Patente (u. a. Kreiselkompass, Kühlmittelpumpe, Flugzeugflügel).
- Ludwig Elsbett: Erfinder des Elsbett-Motors
- Joseph Benedict Engl (Jo Engl): Lichttonverfahren (Tonfilm) 1919 (gemeinsam mit Vogt, Massolle)
- Hugo Erdmann: Chemiker; Thiophensynthese (Volhard-Erdmann-Zyklisierung)
- Hugo Erfurt: Erfinder der Raufasertapete
- Emil Erlenmeyer: Chemiker; Erfinder des Erlenmeyerkolben
- Gerhard Ertl: Chemiker, Nobelpreisträger für Chemie „für Studien von chemischen Prozessen auf Festkörperoberflächen“
- Carl Exter: Eisenbahningenieur und Entwickler der Exterbremse und Brikettierpresse

## F
- Otto Feick: Erfinder des Rhönrads
- Wilhelm Emil Fein: Erfinder der ersten handgeführten elektrischen Bohrmaschine (eine stationäre gab es schon sechs Jahre vorher)
- Adolf Gaston Eugen Fick: Erfinder des ersten erfolgreichen Modells einer Kontaktlinse
- Richard Fiedler (Ingenieur): Erfinder des modernen Flammenwerfers
- Willy A. Fiedler: erster militärischer Marschflugkörper, Fieseler Fi 103 (gemeinsam mit Fritz Gosslau und Robert Lusser)
- Artur Fischer: Erfinder des Fischerdübels
- Ernst Otto Fischer: Chemiker, Nobelpreisträger für Chemie für durchgeführte Pionierarbeiten über die Chemie der sogenannten metallorganischen Sandwich-Verbindungen
- Franz Fischer: Er entwickelte 1925 die Fischer-Tropsch-Synthese zur künstlichen Herstellung von Treibstoffen (gemeinsam mit Hans Tropsch).
- Gerhard Fischer: deutsch-US-amerikanischer Erfinder eines Metalldetektors
- Emil Fischer: Erfinder im Bereiche der Chemie
- Hans Fischer: Chemiker, Nobelpreis für Erkenntnisse „über den strukturellen Aufbau der Blut- und Pflanzenfarbstoffe und für die Synthese des Hämins“
- Rudolph Fittig: entdeckte ein Verfahren zur Umwandlung von Halogenbenzolen zu Alkylbenzolen. Er synthetisierte die Methacrylsäure und aus Aceton das Pinakol, er klärte die Struktur von Benzochinon auf.
- Werner Flechsig: Bilderzeugung in einer Farbbildröhre
- Anton Flettner: Flettner-Ruder, Flettner-Rotor
- Andreas Flocken: erstes vierrädriges Elektroauto
- Henrich Focke: Flugzeugkonstrukteur und Hubschrauberpionier
- Werner Forßmann: Pionier der Herzkatheteruntersuchung, Nobelpreis für Medizin (1956)
- James Franck: Physiker, führte 1914 gemeinsam mit Gustav Hertz den Franck-Hertz-Versuch zum Nachweis der diskreten Energieniveaus in Atomen durch, beide erhielten für dieses Experiment im Jahr 1925 den Nobelpreis für Physik.

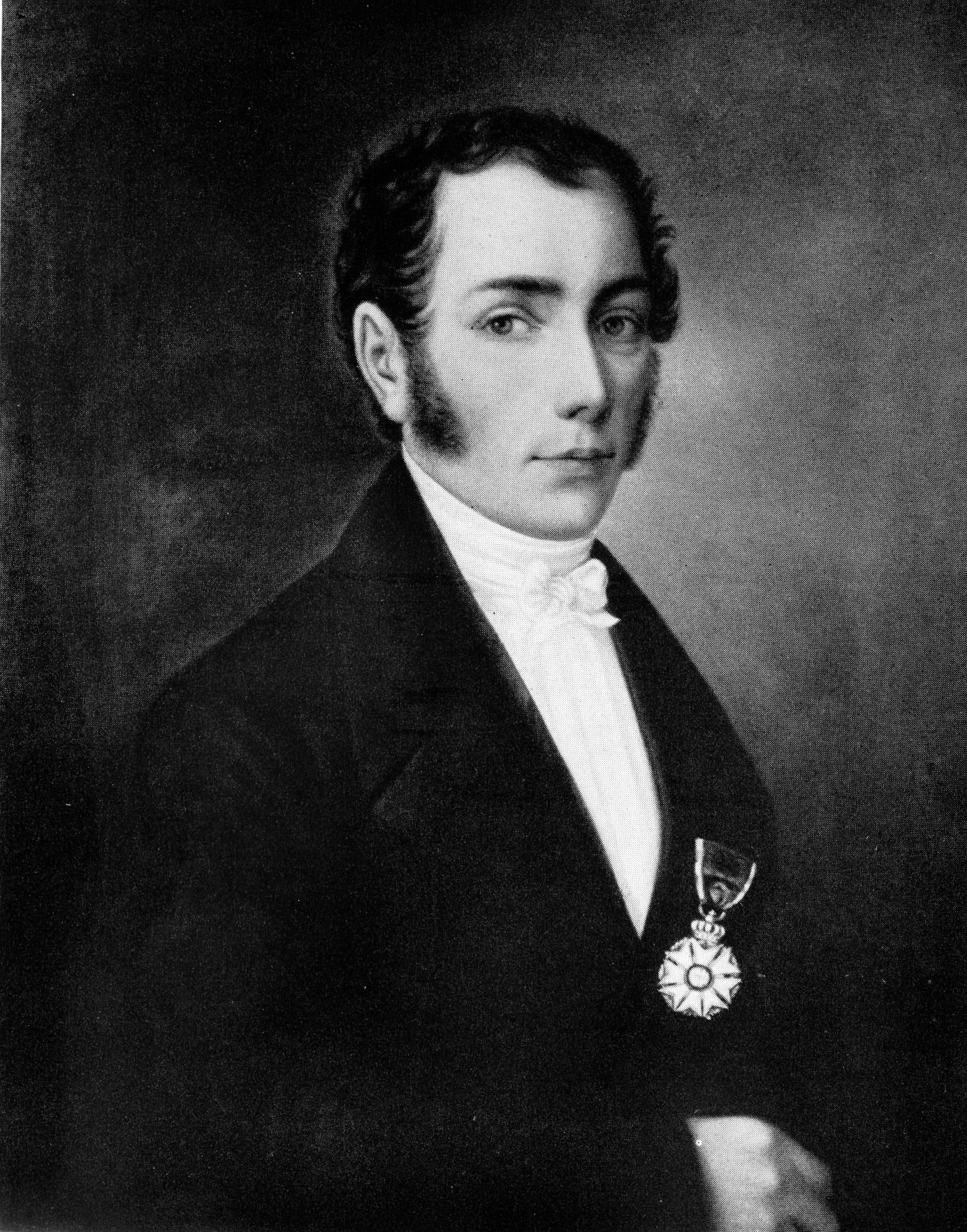
Joseph von Fraunhofer

- Joseph von Fraunhofer: Optiker und Physiker, Fraunhoferlinie; er begründete am Anfang des 19. Jahrhunderts den wissenschaftlichen Fernrohrbau. Ein Objektivtyp, das Fraunhofer-Objektiv, wurde nach ihm benannt.
- Gottlob Frege: entwickelte als Erster eine formale Sprache und, damit zusammenhängend, formale Beweise.
- Nikolaus Friedreich: Entdeckte u. a. die Friedreich-Auerbach-Krankheit (zusammen mit Leopold Auerbach)
- Julius Fromm: modernes Gummi-Kondom ohne störende Naht
- Dieter R. Fuchs: Erfinder der Glassensor-Methode für Umweltmonitoring und Kulturgüterschutz
- Klaus Fuchs: Theoretischer Physiker; er war maßgeblich an der Entwicklung der Plutoniumbombe „Fat Man“ beteiligt, befasste sich auch mit der Entwicklung von Leistungsreaktoren, u. a. Schnellen Brütern.
- Johann Nepomuk von Fuchs: Herstellung von Wasserglas, von ihm benannt.
- Johann Carl Fuhlrott: Zuordnung der im Neandertal bei Düsseldorf gefundenen Skelettreste – heute wissenschaftlich bezeichnet als Neandertal 1 – einem vorzeitlichen Menschen, 1856

## G

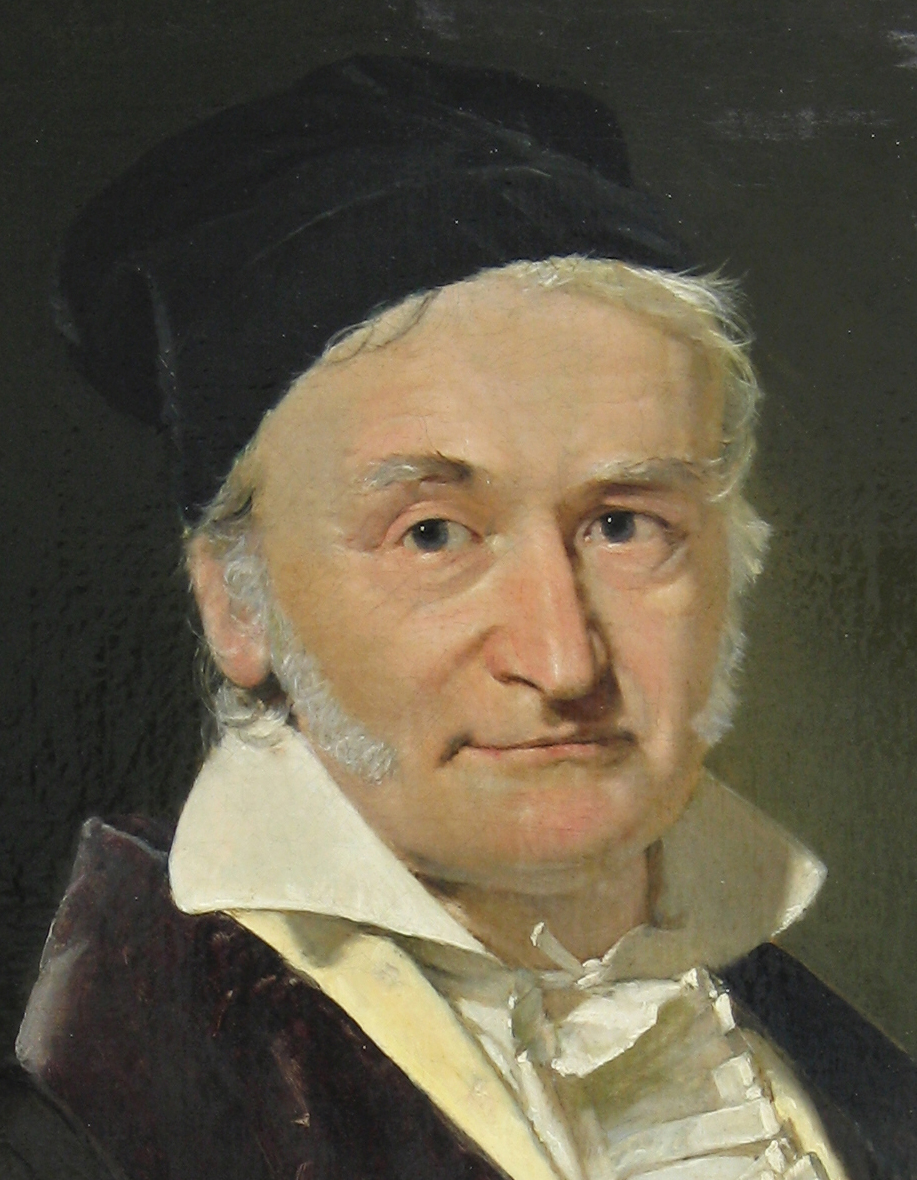
Carl Friedrich Gauß, 1840

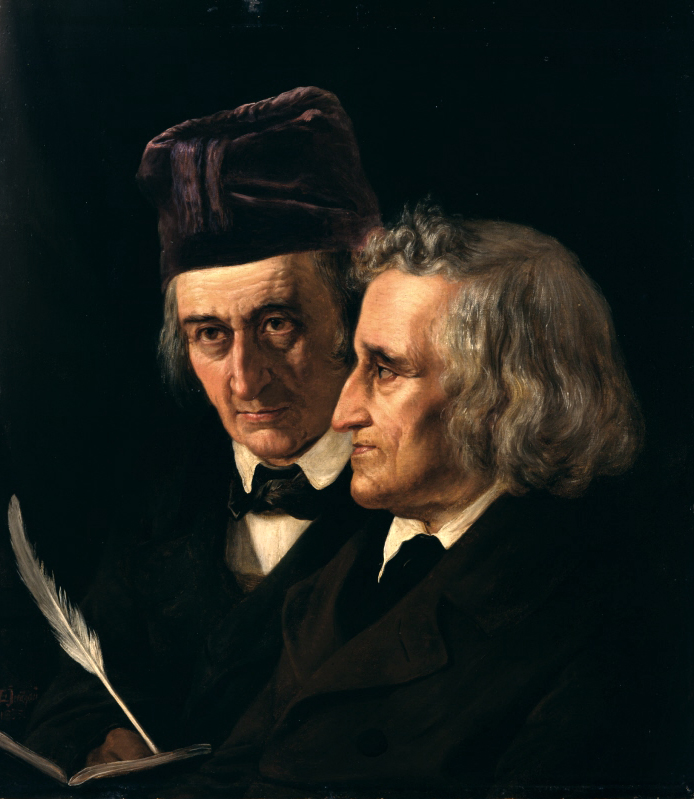
Brüder Grimm, 1855

- Franz Xaver Gabelsberger: Er war der Erfinder des nach ihm benannten Kurzschriftsystems, einem Vorläufer der heute verwendeten Deutschen Einheitskurzschrift.
- Johann Galle: Entdecker des Planeten Neptun
- Hermann Ganswindt: Erfinder und Raketenpionier, dessen Apparate (lenkbares Luftschiff, Hubschrauber, Explosionsmotor) seiner Zeit voraus waren.
- Johann Carl Friedrich Gauß: Mathematiker, Astronom, Geodät und Physiker; Gaußsche Zahlenebene; Gaußsche Krümmung; Gaußsches Eliminationsverfahren; über 50 von Gauß entwickelte Methoden oder Ideen tragen seinen Namen.
- Hans Geiger: Physiker und Miterfinder des nach ihm benannten „Geigerzähler“ zur Messung ionisierender Strahlung.
- Philipp Lorenz Geiger: gilt als Entdecker des Coniins (1831) sowie gemeinsam mit Ludwig Hesse als Mitentdecker des Atropins, des Colchicins, des Hyoscyamins und des Aconitins
- Heinrich Geißler: Physiker und Erfinder der Geißlerschen Röhre, einer gläsernen Niederdruck-Gasentladungsröhre.
- Reinhard Genzel: Nachweis, dass sich im Zentrum der Milchstraße ein supermassives Schwarzes Loch von etwa 4,3 Millionen Sonnenmassen befindet (unabhängig gelang dies auch Astronomen um Andrea Ghez am Keck-Observatorium), Nobelpreis für Physik (2020)
- Walther Gerlach: Stern-Gerlach-Effekt
- Edmund Germer: Miterfinder der Neonlampe, 1926
- Max Giese: Erfinder der Betonpumpe, 1928
- Kurt Gödel: Deutsch-Österreichischer Mathematiker und einer der bedeutendsten Logiker des 20. Jahrhunderts
- Maria Goeppert-Mayer: Mitentdeckerin des Schalenmodells des Atomkerns (gemeinschaftlich mit Jensen), Nobelpreis für Physik (1963)
- Adolf Goetzberger Erfindung und Patentierung des Fluoreszenzkollektors
- Eugen Goldstein: Entdeckung der Kanalstrahlen
- Peter Carl Goldmark: Deutsch-Ungarischer Ingenieur, der den ersten erfolgreichen Farbfernseher vorführte. Bei Columbia Records arbeitete er an der Langspielplatte. 1945–48 entwickelte er die füllstofffreie Masse (aus PVC und PV-Acetat), durch die das Rauschen der Platten reduziert wurde und die Drehzahl von 78 auf 33 1⁄3/min gesenkt werden konnte. 1948 erfand er die Langspielplatte aus Kunststoff, die bald darauf die Schellackplatten ablöste.
- Hans Goldschmidt: Chemiker, Erfinder des Termitverfahrens
- Fritz Gosslau: erster militärischer Marschflugkörper, Fieseler Fi 103 (gemeinsam mit Robert Lusser und Willy A. Fiedler)
- Ernst Gräfenberg: Erfinder des Gräfenberg-Ringes, Entdeckung der Gräfenberg-Zone („G-Punkt“)
- Carl Graebe: Chemiker, gemeinsam mit Carl Liebermann ermittelt er 1868 die Struktur des Alizarin und meldet 1869 die Herstellung von Alizarin aus Anthracen (Synthese des roten Farbstoffes, der zuvor aus Färberkrapp gewonnen wurde)
- Konrad Grebe: Erfinder des Kohlenhobels
- Heinrich Greinacher: Entwickler des Magnetrons und der Greinacher-Schaltung
- Brüder Grimm: Sprachwissenschaftler und Sammler von Märchen Grimms Märchen; Sie gelten gemeinsam mit Karl Lachmann und Georg Friedrich Benecke als „Gründungsväter“ der Deutschen Philologie bzw. Germanistik.
- Helmut Gröttrup: Co-Entwickler der Chipkarte (gemeinschaftlich mit Jürgen Dethloff)
- Hans Grohe: Entwickler des automatischen Ab- und Überlaufgarnitur (1934) und der Duschstange (1953)
- Georg Friedrich Grotefend: Entzifferung der Keilschrift
- Peter Grünberg: Entdecker des GMR-Effekts
- Heinz Guderian: Vater der mechanischen Kriegsführung, Erfinder der Blitzkrieg-Strategie

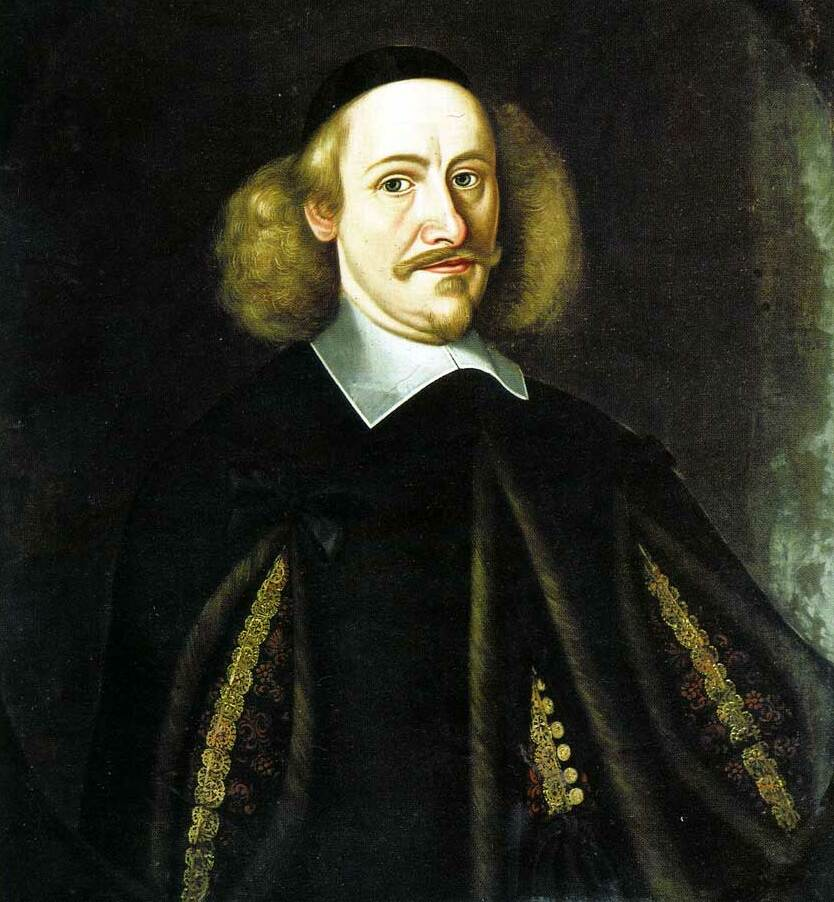
Otto von Guericke

- Otto von Guericke: Politiker, Jurist, Naturwissenschaftler, Physiker, Erfinder und auch Bürgermeister; u. a. erfand er die Vakuumpumpe
- Beno Gutenberg: Mitentwickler der Gutenberg-Richter-Skala, meist jedoch nur als Richterskala bezeichnet.
- Johannes Gutenberg: Erfinder des Buchdrucks mit beweglichen Metalllettern (Mobilletterndruck) und der Druckerpresse. 1997 wurde Gutenbergs Buchdruck vom US-Magazin Time-Life zur bedeutendsten Erfindung des zweiten Jahrtausends gewählt, und 1999 kürte das amerikanische A&E Network den Mainzer zum „Mann des Jahrtausends“. Ausgerechnet in England wurde der Deutsche Gutenberg zum wichtigsten Erfinder des Jahrtausends gewählt.[2]

## H
- Fritz Haber: Chemiker; erhielt 1919 den Nobelpreis für Chemie des Jahres 1918 „für die Synthese von Ammoniak aus dessen Elementen“
- Theodor Hänsch: Pionier der Laserspektroskopie, Nobelpreis 2005
- Gotthilf Hagen: Ingenieur, Gesetz von Hagen-Poiseuille
- Gunther von Hagens: Plastination

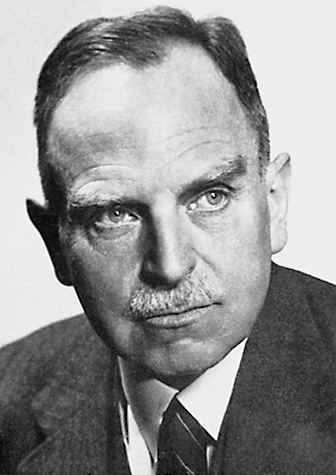
Otto Hahn, 1938

- Otto Hahn: Vater der Kernchemie; Pionier der Radiochemie, Entdecker zahlreicher Isotope – heute Nuklide – (1905–1921), des Protactinium (1917), der Kernisomerie – Uran Z (1921) und der Kernspaltung des Urans (1938), wofür ihm 1944 der Nobelpreis für Chemie verliehen wurde.
- Wilhelm Hallwachs: Physiker, Hallwachs-Effekt
- Daniel Hartmann: Arbeiter in einer Sandgrube, der 1908 den Unterkiefer von Mauer entdeckte, das Typusexemplar von Homo heidelbergensis.
- Helmut Hasse: Mathematiker, Hasse-Diagramm, Hasse-Arf-Theorie
- Harald zur Hausen: Mediziner, Nobelpreis für Humane Papillomviren als Verursacher des Gebärmutterhalskrebs
- Walter Heerdt: Chemiker, Erfinder des Zyklon B, 1922
- Oskar Heil: Physiker, Konstruktion des ersten Feldeffekttransistor, 1934
- Bernhard Heine: orthopädisch tätiger Instrumentenmacher, Erfinder eines Osteotoms
- Jakob von Heine: Mediziner und Entdecker der spinalen Kinderlähmung
- Johann Georg Heine: Mediziner, Druckverband, 1811
- Werner Heisenberg: Physiker, zählt zu den bedeutendsten Physikern des 20. Jahrhunderts, wesentliche Beiträge zur Quantenmechanik, Entdecker der Heisenbergschen Unschärferelation, Nobelpreisträger (1933)
- Wolfgang Helfrich: Schadt-Helfrich-Zelle
- Rudolf Hell: Erste Faxmaschine (Hellschreiber)
- Stefan Hell: Physiker, Nobelpreisträger für Chemie „für die Entwicklung von superauflösender Fluoreszenzmikroskopie“ (2014).
- Richard Hellmann: Hellmanns (Blue Ribbon)-Mayonnaise, 1905.
- Hermann Hellriegel: Hellriegel entdeckte 1886 die Fähigkeit der Leguminosen, elementaren Luftstickstoff aufzunehmen und pflanzenverfügbar zu machen, wenn Mikroorganismen in die Wurzeln eindringen und Knöllchen bilden.
- Hermann von Helmholtz: Ophthalmoskop (Augenspiegel) 1850, Ophthalmometer 1851, Telestereoskop 1857, Magnetspule
- Peter Henlein: Schlossermeister und Erfinder der am Körper tragbaren Uhr
- Friedrich Wilhelm Herschel (William Herschel): Er entdeckte u. a. den Planeten Uranus.
- Oscar Hertwig: Zoologe, Nachweis der Meiose
- Gustav Hertz: Physiker, (Nobelpreis 1925)

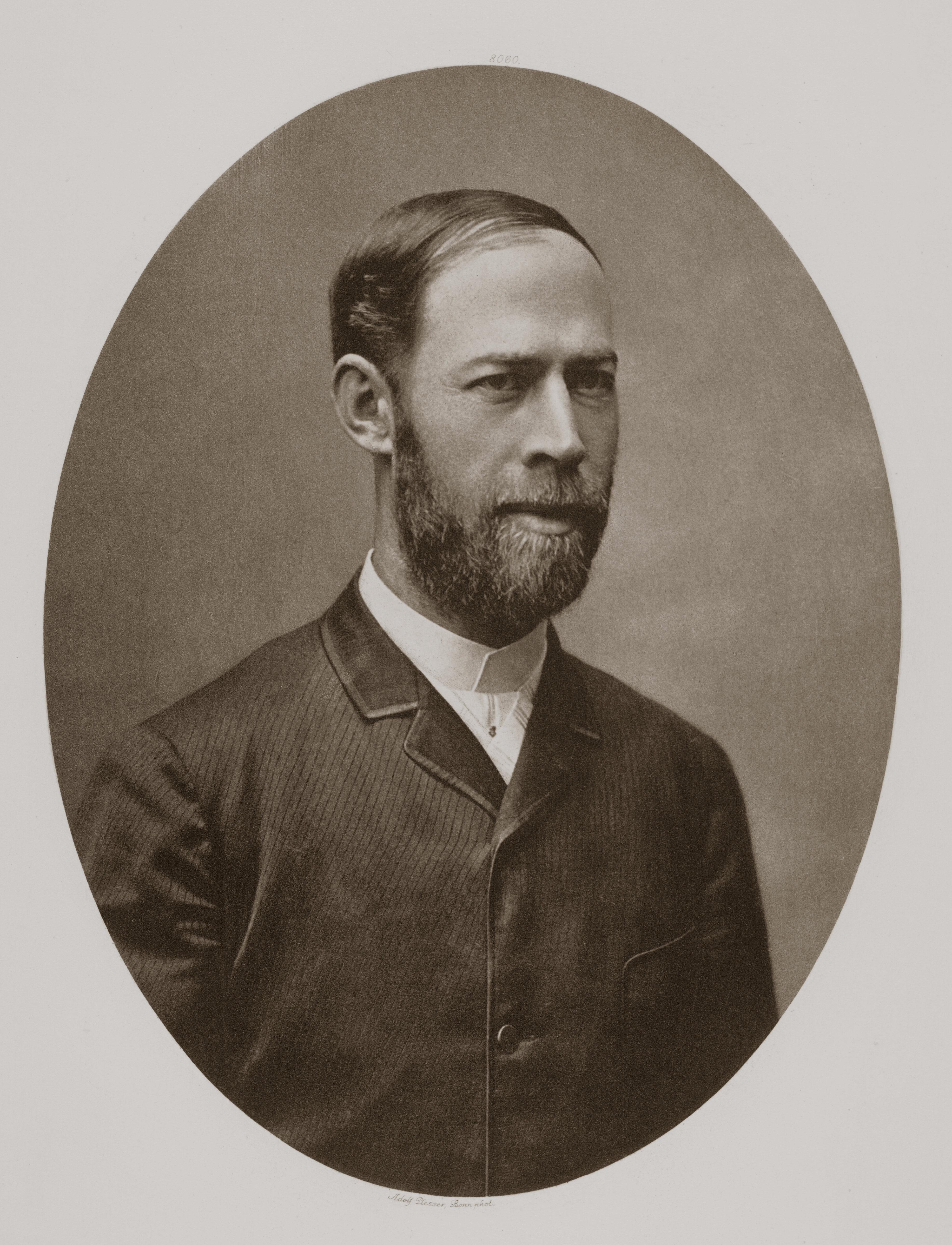
Heinrich Hertz, circa 1890

- Heinrich Hertz: Physiker, Entdecker der elektromagnetischen Radiowellen
- Hellmuth Hertz (Deutschland/Schweden): Echokardiografie (Ultraschall)
- Johannes Hevelius: Astronom, beobachtete Sonnenflecken, führte neue Sternbilder ein, erstellte Mondkarten und entdeckte die Libration des Mondes. Seine Untersuchungen des Mondes veröffentlichte er 1647 in seinem Werk Selenographia.
- Wolfgang Hilberg: digital kodierte Zeitübertragung für Funkuhren
- David Hilbert: einer der bedeutendsten Mathematiker der Neuzeit
- Wolf Hilbertz: Entwickler der Biorock- bzw. Seacrete-Technologie
- Friedhelm Hillebrand: Miterfinder der Short Message Service (SMS); er war seit 1984 für die GSM-Standardisierungsarbeit verantwortlich
- Karl Ernst Adolf von Hoff: Geologe, Aktualismus
- Erich Hoffmann: Entdecker des Syphilis-Erreger Spirochaeta pallida (heute Treponema pallidum), 1905 (gemeinsam mit Fritz Schaudinn); Leuchtbildmethode in der Mikroskopie
- Felix Hoffmann: Aspirin (Bayer), 1897.
- Fritz Hofmann: Erfinder des synthetischen Kautschuk „Buna“ (1909)
- Herman Hollerith: deutsch-amerikanischer Unternehmer und Ingenieur. Er ist Erfinder des nach ihm benannten Hollerith-Lochkartenverfahrens in der Datenverarbeitung.
- August Wilhelm von Hofmann: Erforschung der Anilinfarbstoffe
- Wilhelm Hofmeister: erkannte als Erster die Gleichartigkeit des Generationswechsels von Moosen, Farnen und Samenpflanzen.
- Gottlob Honold: Erfinder der Hochspannungs-Magnetzündung
- Brüder Horten: U. a. Horten Ho 229
- Christian Hülsmeyer: Erfinder der Telemobilskop, 1904 Vorläufer des Radars

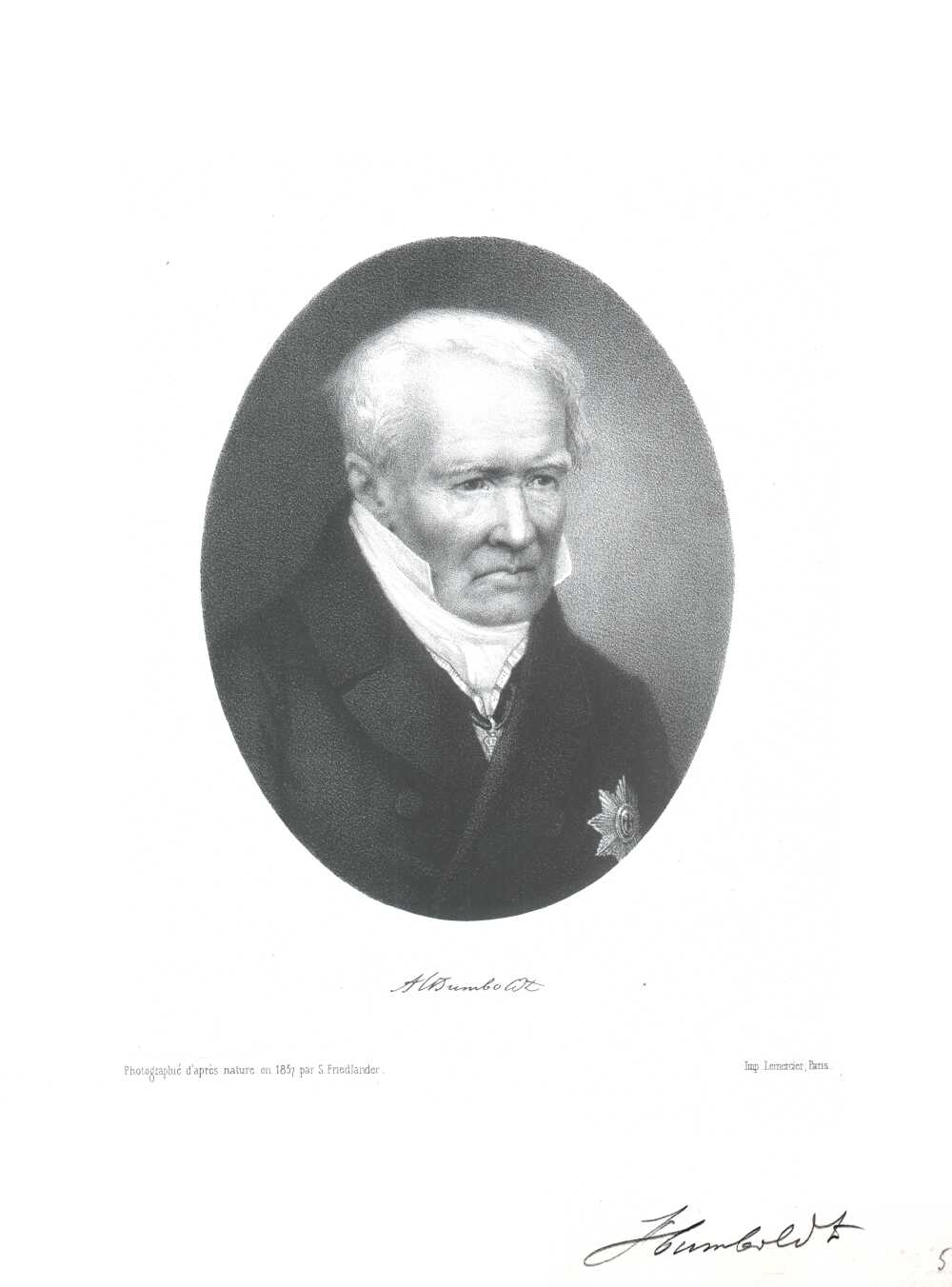
Alexander von Humboldt, 1857

- Alexander von Humboldt: Naturforscher, weit über die Grenzen Europas hinausreichendes Wirkungsfeld. In seinem über einen Zeitraum von mehr als sieben Jahrzehnten sich entfaltenden Gesamtwerk schuf er „einen neuen Wissens- und Reflexionsstand des Wissens von der Welt“ und wurde zum Mitbegründer der Geographie als empirischer Wissenschaft.
- Wilhelm von Humboldt: Gelehrter, Staatsmann und Mitgründer der Universität Berlin; u. a. Begründer der vergleichenden Sprachforschung und -wissenschaft
- Erich Gustav Huzenlaub (1888–1964): Chemiker, Verfahren des Parboiling bei der Reisbehandlung

## I
- Otmar Issing: Ökonom und ehemaliger Chefvolkswirt und Direktoriumsmitglied der Europäischen Zentralbank (EZB); 1998 maßgeblich am Entwurf der geldpolitischen Strategie der EZB beteiligt; führender Vertreter der Theorierichtung des Monetarismus in Deutschland.

## J
- Moritz Hermann von Jacobi: Erfinder der Galvanoplastik, erster praxistauglicher Elektromotor
- Stephan Ludwig Jacobi: gilt als Erfinder der künstlichen Befruchtung in der Fischzucht
- Friedrich Ludwig Jahn: Erfinder des Barren und Recks
- J. Hans D. Jensen: Mitentdecker des Schalenmodells des Atomkerns, Nobelpreis (1963)
- Philipp von Jolly: Jollysche Federwaage, 1864
- Pascual Jordan: Physiker, grundlegende Beiträge zur Quantenmechanik und Quantenfeldtheorie, 1957 – 1961 Mitglied des deutschen Bundestages (CDU)
- Hugo Junkers: Ingenieur und Unternehmer; gründete 1895 in Dessau die Firma Junkers & Co.; Entwicklung des ersten Ganzmetallflugzeugs Junkers J 1 (1915–16).

## K
- Anton Kathrein senior – Überspannungsableiter Masttrennschalter mit eingebauter Sicherung, der Niederspannungsnetze vor Ausfällen durch Blitzschlag schützt, 1919
- August Kekulé: Chemiker, Benzolformel und Benzolring
- Friedrich Gottlob Keller: Erfinder und Entwickler des bis heute verwendeten Verfahrens zur Papierherstellung im industriellen Maßstab (1843)
- Hermann Kemper: Erfindung der Magnetschwebebahn mit räderlosen Fahrzeugen, die an eisernen Fahrschienen mittels magnetischer Felder schwebend entlanggeführt wird
- Donald J. Kessler: Astrophysiker; Kessler-Syndrom
- Wolfgang Ketterle: Erfinder des Atomlasers

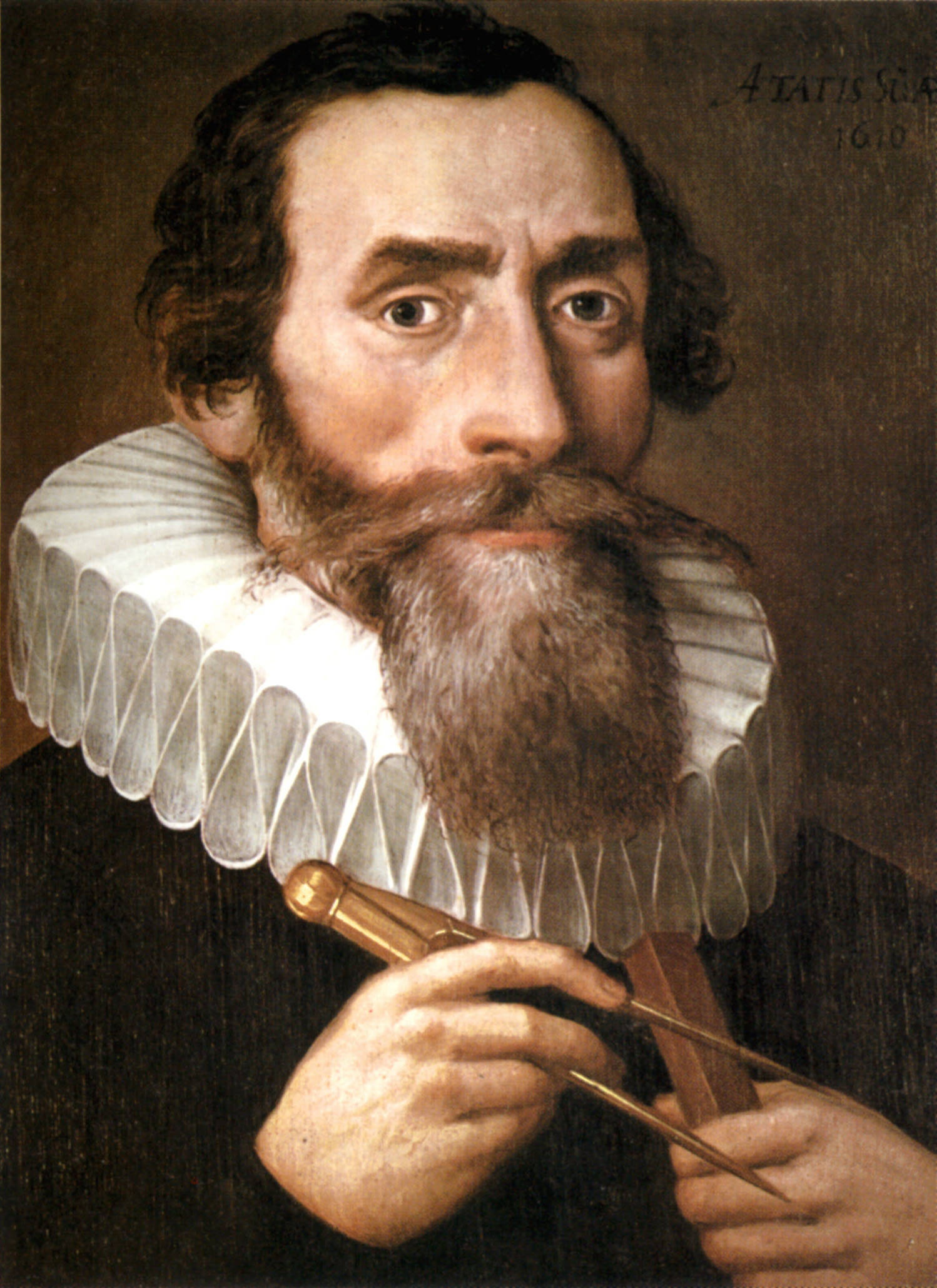
Johannes Kepler, 1610

- Johannes Kepler: Er entdeckte die Gesetze der Planetenbahnen um die Sonne.
- Erhard Kietz: Pionier und Entdecker innerhalb der Videotechnologie
- Klaus von Klitzing: Entdecker des Quanten-Hall-Effektes, Nobelpreis 1985.
- Gustav Kirchhoff: Physiker, der sich insbesondere um die Erforschung der Elektrizität verdient machte; kirchhoffsches Strahlungsgesetz
- Martin Heinrich Klaproth: Als einer der angesehensten Chemiker seiner Zeit beeinflusste er das chemische Denken in Deutschland. Klaproth entdeckte die Elemente Uran, Zirconium, Cer; die Entdeckung der Elemente Titan, Tellur (erste Darstellung) sowie Strontium (parallel mit Hope) konnte er verifizieren.
- Ewald Georg von Kleist: Kleistesche Flasche
- Georg Knorr: Ingenieur; Knorr-Bremse
- Ludwig Knorr: Chemiker; Paal-Knorr-Synthese, Knorr-Chinolin-Synthese und Knorr-Pyrrolsynthese

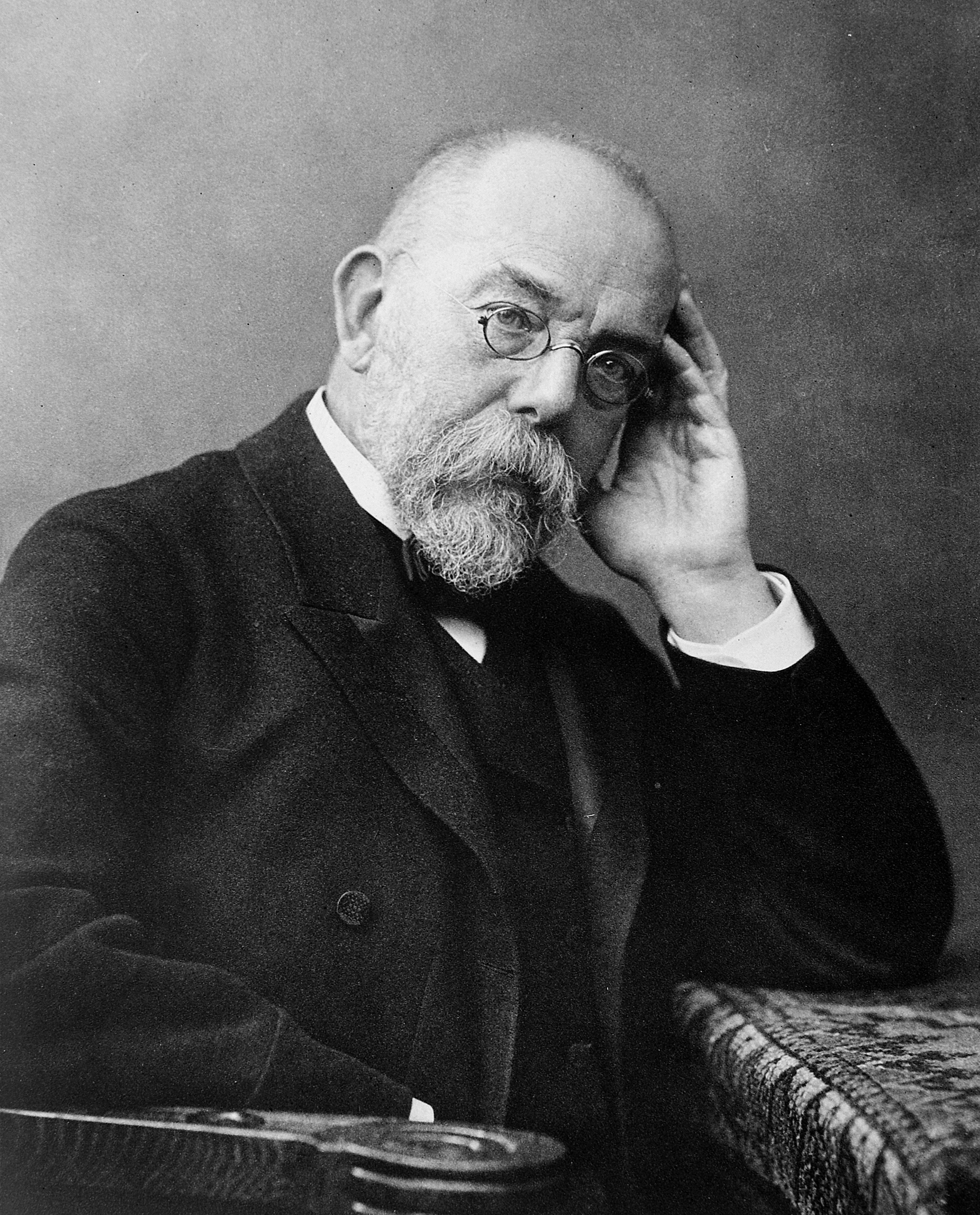
Robert Koch, um 1900

- Robert Koch: Arzt, Erfinder und Entdecker; Nobelpreisträger; isolierte als Erster Bacillus anthracis (1877), Tuberculosis bacillus (1882) und Vibrio cholera (1883) u. a.
- Friedrich Koenig: Schnellpresse (gemeinsam mit Andreas Friedrich Bauer)
- Friedrich Kohlrausch: Physiker, Kohlrauschsches Quadratwurzelgesetz, Bestimmung Ionenprodukt des Wassers mit Heydweiller, Entwicklung des ersten Konduktometers für Leitfähigkeitsmessung von Elektrolyten, Ermittlung des Löslichkeitsproduktes von schwer löslichen Salzen, Bestimmung der Leitfähigkeitsänderung in Abhängigkeit von der Temperatur, Berechnungsvorschrift zur Bestimmung der Wanderungsgeschwindigkeiten von Ionen aus der Grenzleitfähigkeit bei der Elektrolyse, gestreckte Exponentialfunktion
- Franz Kolb – Plastilin, 1880
- Robert Koldewey: Entdecker, Architekt und Archäologe: er entdeckte die Prozessionsstraße von Babylon mit dem Ischtar-Tor, die Paläste Nebukadnezars und die Fundamente des im Alten Testament und bei Herodot erwähnten Turms zu Babel. Letztere wurden unter seiner Leitung teilweise ausgegraben.
- Anton Köllisch: Chemiker, MDMA
- Alfred Körte und Gustav Körte: Wiederentdeckung von Gordion, 1895
- Nikolaus Kopernikus: u. a. Entdecker des „kopernikanischen Weltbilds“
- Arthur Korn: Mit-Erfinder des Faxes, insbesondere die Telephotography, bekannt als Bildtelegraph
- Albrecht Kossel: Arbeiten über Eiweißstoffe einschließlich der Nukleine für unsere Kenntnis der Chemie der Zelle
- Otto von Kotzebue: Seefahrer, Rurik-Expedition
- Raul Krauthausen: 3D-druckbare transportable Mini-Rampen für Rollstuhlnutzer, Projekt Wheelmap.org
- Wolfgang Krätschmer: Verfahren zur Synthese von Fullerenen
- Max Kramer: ferngelenkte Fallbomben Fritz X und Ruhrstahl X-4
- Hans Adolf Krebs: Entdeckung des Citratzyklus
- Carl Kreul: Erfinder zweier Maschinen zum Reiben von feinen Wasser-, Öl- und Schmelzfarben mittels Menschen-, Tier-, Dampf- und Wasserkraft
- Wilhelm Krische: Kunststoff Galalith, 1897 (gemeinsam mit Adolf Spitteler)
- Julius Kröhl: Ingenieur und Erfinder; baute das erste funktionierende U-Boot
- Herbert Kroemer: Nobelpreisträger (2000), Physiker
- Werner Krüger: Entwickler der Krügerklappe
- Alfred Krupp: Pionier der Metallverarbeitung
- Gerhard Küntscher: Entwickler der Marknagelung
- Heinz Kunert: Erfinder der Heckscheibenheizung

## L

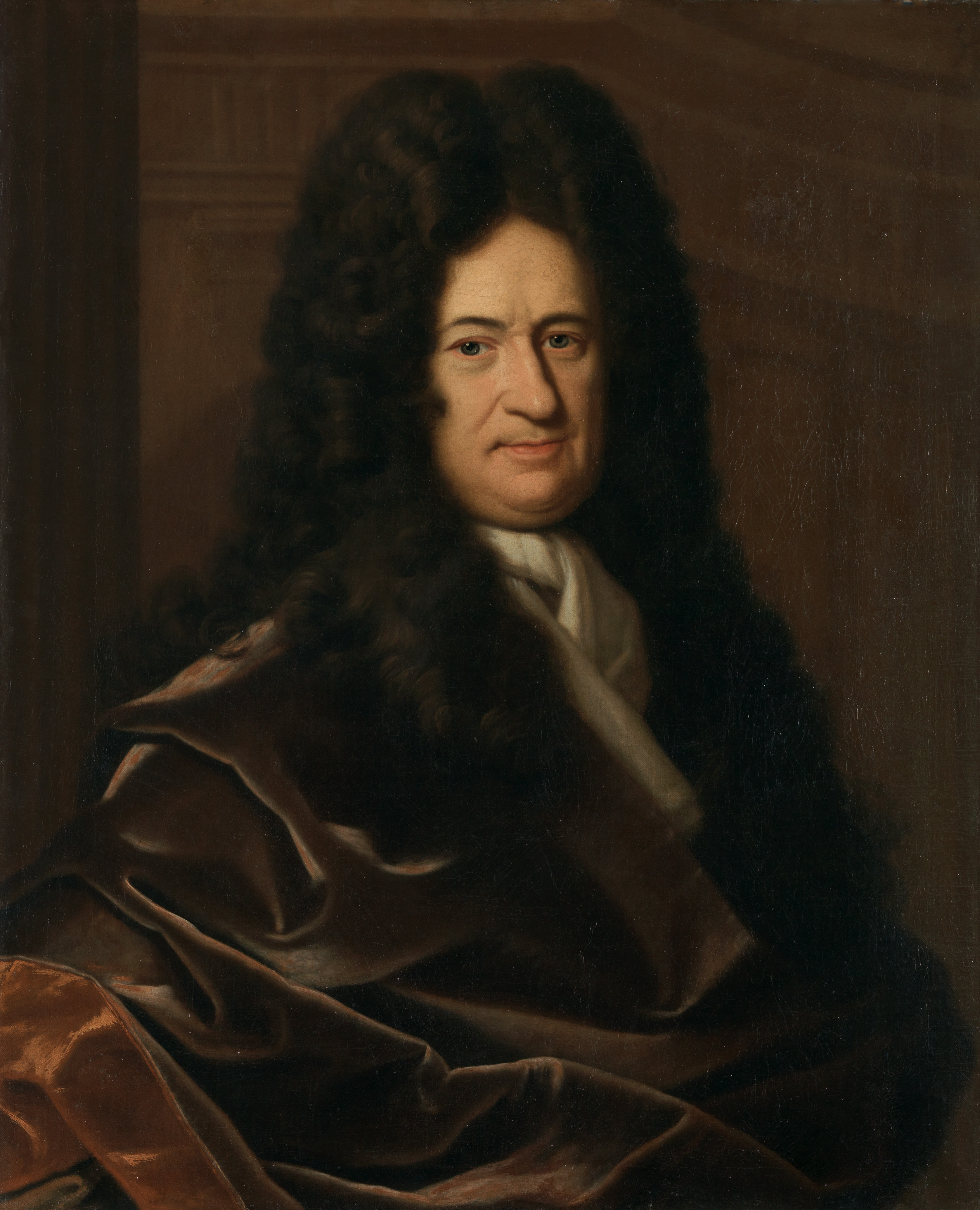
Gottfried Wilhelm Leibniz, um 1700

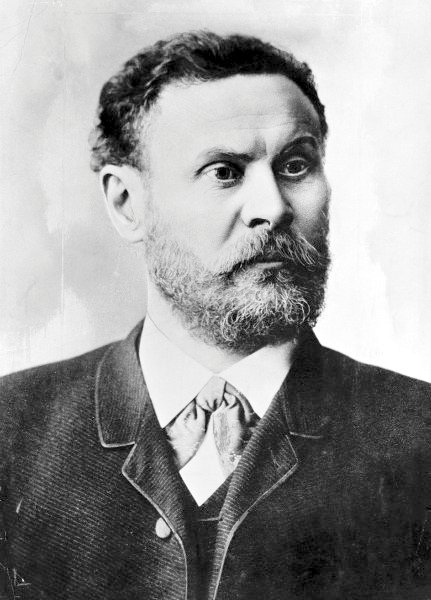
Otto Lilienthal

- Albert Ladenburg: Chemiker, ermittelte 1879 die Konstitution des Atropins und synthetisierte racemisches Coniin im Jahre 1886, was die erste Totalsynthese eines Alkaloids darstellte und daher unter dem Namen Ladenburg-Synthese in die Geschichte einging; Synthese von Piperidin (1884) und Piperazin (1888).
- Rudolf Ladenburg, Physiker, gelang 1928 der experimentelle Nachweis der stimulierten Emission von Strahlung.
- Ernst Laqueur: Mediziner, Isolierung des Testosterons, 1935, Entdeckung des weiblichen Hormons Östrogen (1925/26)
- Eugen Langen: Unternehmer, Ingenieur und Erfinder. Langen war maßgeblich beteiligt an der Entwicklung des Ottomotors und der „Hängebahn“, die in Gestalt der Wuppertaler Schwebebahn erstmals realisiert wurde.
- Johann Heinrich Lambert: Mathematiker, Lambert-beersches Gesetz, Lambertsches Kosinusgesetz, Lambertsche W-Funktion
- Paul Langerhans: Entdecker der Langerhans-Inseln und Langerhanszellen
- Georg Lankensperger: Achsschenkellenkung
- Max von Laue: Physiker und Nobelpreisträger; im Jahr 1912 entdeckte er zusammen mit Walter Friedrich und Paul Knipping die Beugung von Röntgenstrahlen an Kristallen. Damit war nachgewiesen, dass sich Röntgenstrahlung wie eine Welle ausbreitet.
- Ernst Lecher: Physiker; Begründer der Messtechnik im Hochfrequenzbereich (Lecher-Leitung)
- Gottfried Wilhelm Leibniz: Philosoph und Mathematiker; Infinitesimalrechnung (1684)
- Ludwig Leichhardt, Entdecker, Zoologe, Botaniker und Geologe in Australien
- Philipp Lenard: deutscher Physiker österreichisch-ungarischer Herkunft, grundlegende Arbeiten über Kathodenstrahlen, 1905 wurde ihm der Nobelpreis für Physik verliehen
- Emil Lenz: Physiker, Lenzsche Regel
- Emil Lerp: Unternehmer, portable Benzin-Kettensäge
- Georg Christoph Lichtenberg: Wissenschaftler; Influenzmaschine
- Johann Nathanael Lieberkühn: Mediziner, Lieberkühn-Krypten
- Carl Liebermann: Chemiker, gemeinsam mit Carl Graebe ermittelt er 1868 die Struktur des Alizarin und meldet 1869 die Herstellung von Alizarin aus Anthracen (Synthese des roten Farbstoffes, der zuvor aus Färberkrapp gewonnen wurde)
- Justus von Liebig: Einer der bekanntesten Chemiker seines Jahrhunderts und Begründer der Organischen Chemie, der Agrikulturchemie und der Ernährungsphysiologie.
- Otto Liebknecht: Er entwickelte unter anderem ein erfolgreiches Verfahren zur Herstellung des Bleichmittels Natriumperborat
- Otto Lilienthal: Vater der Luftfahrt; erster erfolgreicher Flug eines Menschen
- Carl von Linde: Ingenieur, Erfinder des Linde-Verfahrens und Gründer eines heute internationalen Konzerns, der Linde AG; erfand den ersten Kühlschrank
- Walter Linderer: Erfinder des Airbags
- Fritz Albert Lipmann: Entdeckung des Coenzyms A

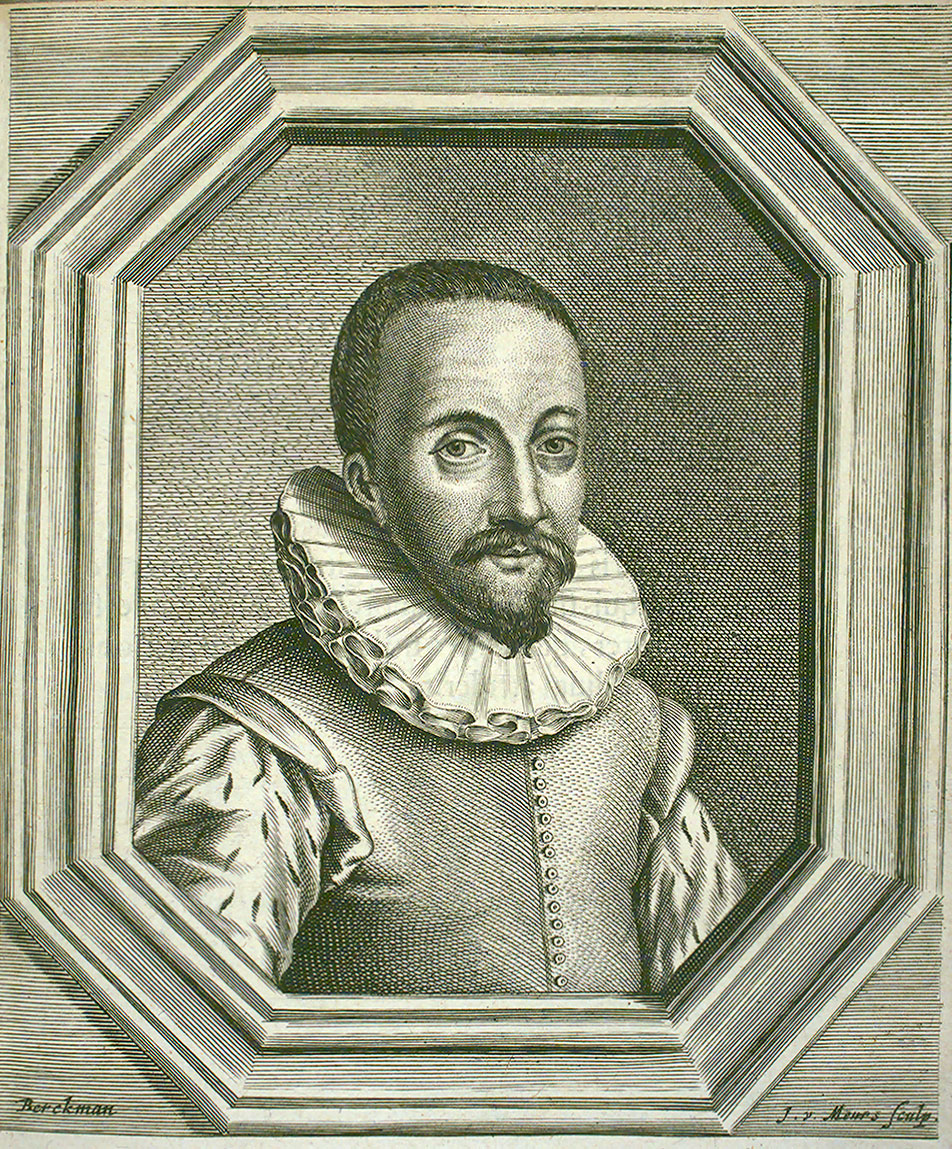
Hans Lipperhey, 1655

- Hans Lipperhey, deutsch-niederländischer Brillenmacher
- Alexander Lippisch: Pionier der Aerodynamik; Messerschmitt Me 163
- Ernst Litfaß: Erfinder der Litfaßsäule
- Friedrich Loeffler: Begründer der Virologie; er beschrieb den Erreger der Maul- und Klauenseuche (mit Paul Frosch); entdeckte die Erreger verschiedener Infektionskrankheiten, beispielsweise Rotz, Diphtherie (1884 zusammen mit Edwin Klebs das Bakterium Corynebacterium diphtheriae) und Rotlauf.
- Otto Loewi: Entdeckung des ersten Neurotransmitter; Entdeckungen bei der chemischen Übertragung der Nervenimpulse
- Carl Ludwig: Kymograph zur Blutdruckmessung; Stromuhr, 1868
- Robert Lusser: erster militärischer Marschflugkörper, Fieseler Fi 103 (gemeinsam mit Fritz Gosslau und Willy A. Fiedler)
- Feodor Lynen: Entdeckungen über den Mechanismus und Regulation des Stoffwechsels von Cholesterin und Fettsäuren

## M
- Ernst Mach: Physiker, Philosoph und Wissenschaftstheoretiker; er ist heute vor allem durch die nach ihm benannte Mach-Zahl bekannt, welche die Geschwindigkeit im Verhältnis zur Schallgeschwindigkeit beschreibt; Mach-Zahl
- Georg Hans Madelung: Ingenieur, Professor und Flugzeugbauer; Experte für alle Arbeitsgebiete der Forschungsanstalt Graf Zeppelin. Ferner arbeitete er für das Raketenprogramm von Wernher von Braun. Madelung befasste sich mit der Konstruktion von Bomben, Torpedostabilisierung, Unterwasserdetonationen, Konstruktion von Flugzeug-Katapulten sowie Fallschirmen zur Verzögerung von Flugzeugen und Bergung von Flugkörpern. Letztere Entwicklungen fanden auch in der Raumfahrt breite Anwendung.
- Heinrich Gustav Magnus: Physiker, er entdeckte ein Platinsalz (Magnus-Salz), stellte die Magnus-Formel auf und lieferte die physikalische Erklärung eines Phänomens, das seitdem ebenfalls mit seinem Namen verbunden ist (Magnus-Effekt).
- Bernhard Markwitz: Erfinder, der nach dem Beinahe-Ertrinken seiner Tochter Annette eine neuartige Schwimmhilfe für Kinder, die „Schwimmflügel“, entwickelte und mit seiner Firma „BEMA“ weltweit zum Verkaufsschlager machte.
- Peter-Paul Mauser: Waffenkonstrukteur, M71, M71/84 (das erste reichsdeutsche Militär-Repetiergewehr) und das Mauser System 98
- Joseph Massolle: Toningenieur, Lichttonverfahren (gemeinsam mit Joseph Benedict Engl, Hans Vogt)
- Wilhelm Mauser: Waffenkonstrukteur, Mauser-Gewehr Modell 71
- Wilhelm Maybach: Autokonstrukteur und Unternehmer, als technischer Direktor der Daimler-Motoren-Gesellschaft hatte er maßgeblichen Anteil an der Automobilentwicklung; erfand u. a. den Bienenwabenkühler, das Zahnradgetriebe und den Vergaser mit Schwimmerkammer (Spritzdüsenvergaser)
- Ottomar von Mayenburg: Erfinder von „Chlorodont“, der ersten käuflichen Zahnpasta
- Robert Mayer: Arzt, formulierte als einer der ersten den Ersten Hauptsatz der Thermodynamik
- Georg Meisenbach: Erfinder der Autotypie
- Georg Meissner Entdecker des Plexus submucosus und gemeinsam mit Rudolf Wagner des Meissner-Körperchen
- Lise Meitner: österreichisch-schwedische Physikerin, forschte in Deutschland, lieferte zusammen mit Otto Frisch die erste physikalisch-theoretische Erklärung der Kernspaltung, die ihr Kollege Otto Hahn und dessen Assistent Fritz Straßmann entdeckt und mit radiochemischen Methoden nachgewiesen hatten.
- Gregor Mendel: Erfindungen im Bereich der Genetik
- Gerhard Mercator: Kartograph, Mercator-Projektion
- Ottmar Mergenthaler: Erfinder; Linotype (Zeilensetz- und Gießmaschine)
- Maria Sibylla Merian: Naturforscherin, Wegbereiterin der Insektenkunde
- Friedrich Merkel: Entdecker der Merkel-Zelle
- Hermann von Meyer: er beschrieb und benannte 1837 Plateosaurus, einen sauropodomorphen Dinosaurier und, nach dem Fund einer fossilen Feder im Lithographenschiefer von Solnhofen (Bayern), 1861 Archaeopteryx, der bis heute älteste bekannte nächste Verwandte der Vögel.
- Victor Meyer: Chemiker, Verfahren nach Victor Meyer, Victor-Meyer-Apparat
- Otto Fritz Meyerhof: Forschungen über den Stoffwechsel im Muskel
- Ludwig Meyn (1820–1878): Geologe, Pionier der Erdölförderung, 1856
- Gustav Mie: Physiker – Mie-Streuung, Mie-Potential, Miesches Einheitensystem, Mie-Theorie, Zustandsgleichung von Mie, Weltfunktion
- Hartwig Michels, Erfinder von Luftkissentransportern und Unternehmer
- Rudolf Mößbauer: Entdecker des Mößbauer-Effekts, Nobelpreis (1961).

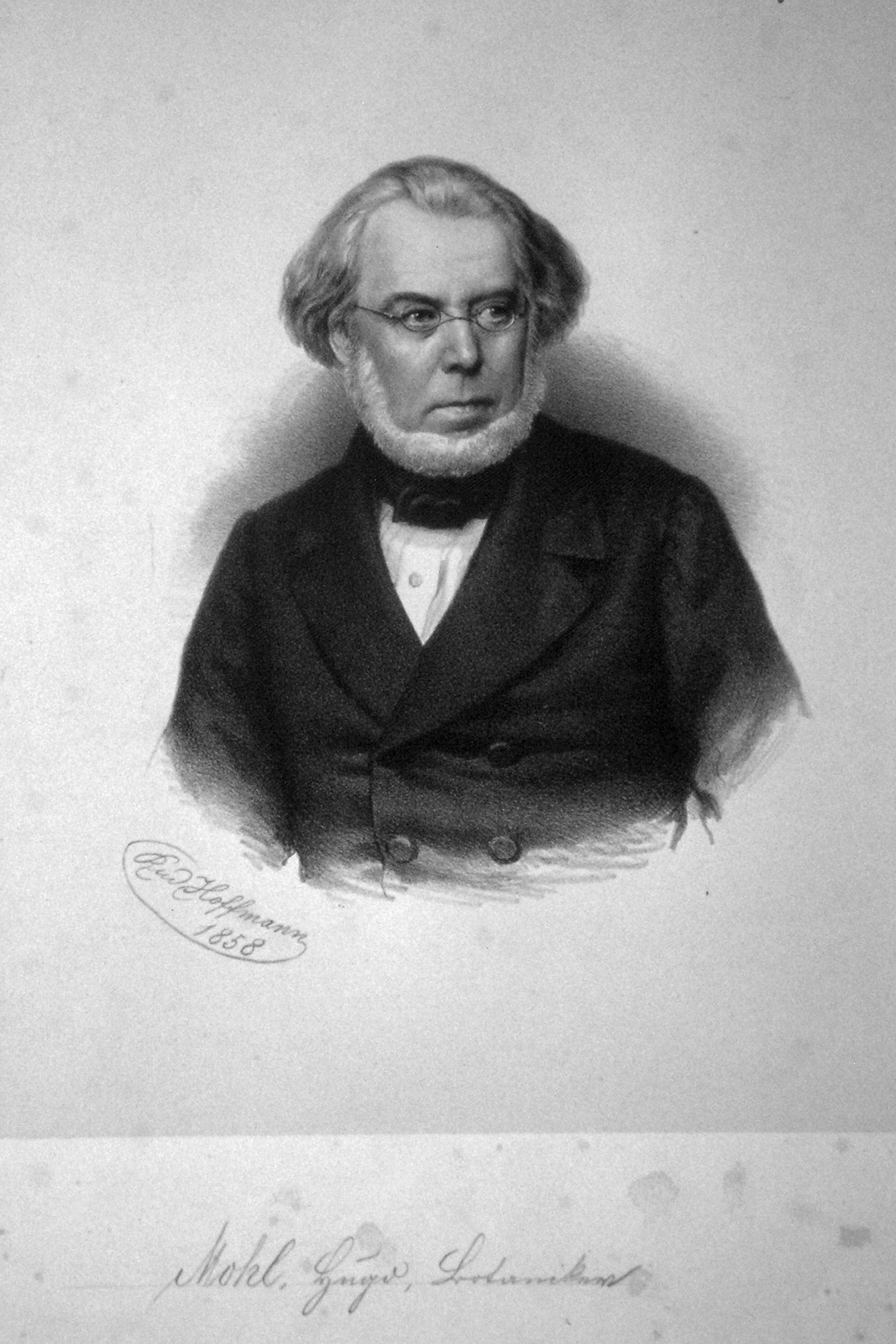
Hugo von Mohl, 1858

- Hugo von Mohl: Entdecker der Mitose
- Heinrich Mohn: entwickelte das Quarzglas, mit dem die Tripelprismen der Lunar Laser Ranging-Reflektoren, die im Rahmen des Apollo-Programms auf dem Mond aufgestellt wurden, hergestellt wurden
- Friedrich Mohs: Mineraloge, Entwickler der Mohshärteskala
- Johannes Peter Müller: Erfindungen im Bereich der Physiologie
- Richard Müller: Müller-Rochow-Synthese (ebenso Eugene G. Rochow)
- Willy Müller: 1938 erfand er einen automatischen Anrufbeantworter namens Telephonograph.

## N
- Gustav Nachtigal: Afrikaforscher
- Emil Nacke: Wirkprinzip der Innenbackenbremse
- Walther Nernst: Physiker und Chemiker, Nobelpreisträger (1920); Entdecker des dritten Hauptsatzes der Thermodynamik, Erfinder der Nernstlampe
- Karl Ludwig Nessler: Erfinder der Dauerwelle
- Arthur Nicolaier: Arzt, Entdecker des Bakteriums Clostridium tetani
- Albert Niemann: erstmalige Isolierung von Kokain
- Paul Nipkow: Erfinder der Nipkow-Scheibe
- Walter Noddack: Chemiker, Entdeckung des chemischen Elementes Rhenium (gemeinsam mit Ida Noddack und Otto Berg), 1925
- Emmy Noether: sie revolutionierte die Theorie der Ringe, Körper und Algebren. Das nach ihr benannte Noether-Theorem gibt die Verbindung zwischen Symmetrien von physikalischen Naturgesetzen und Erhaltungsgrößen an.

## O

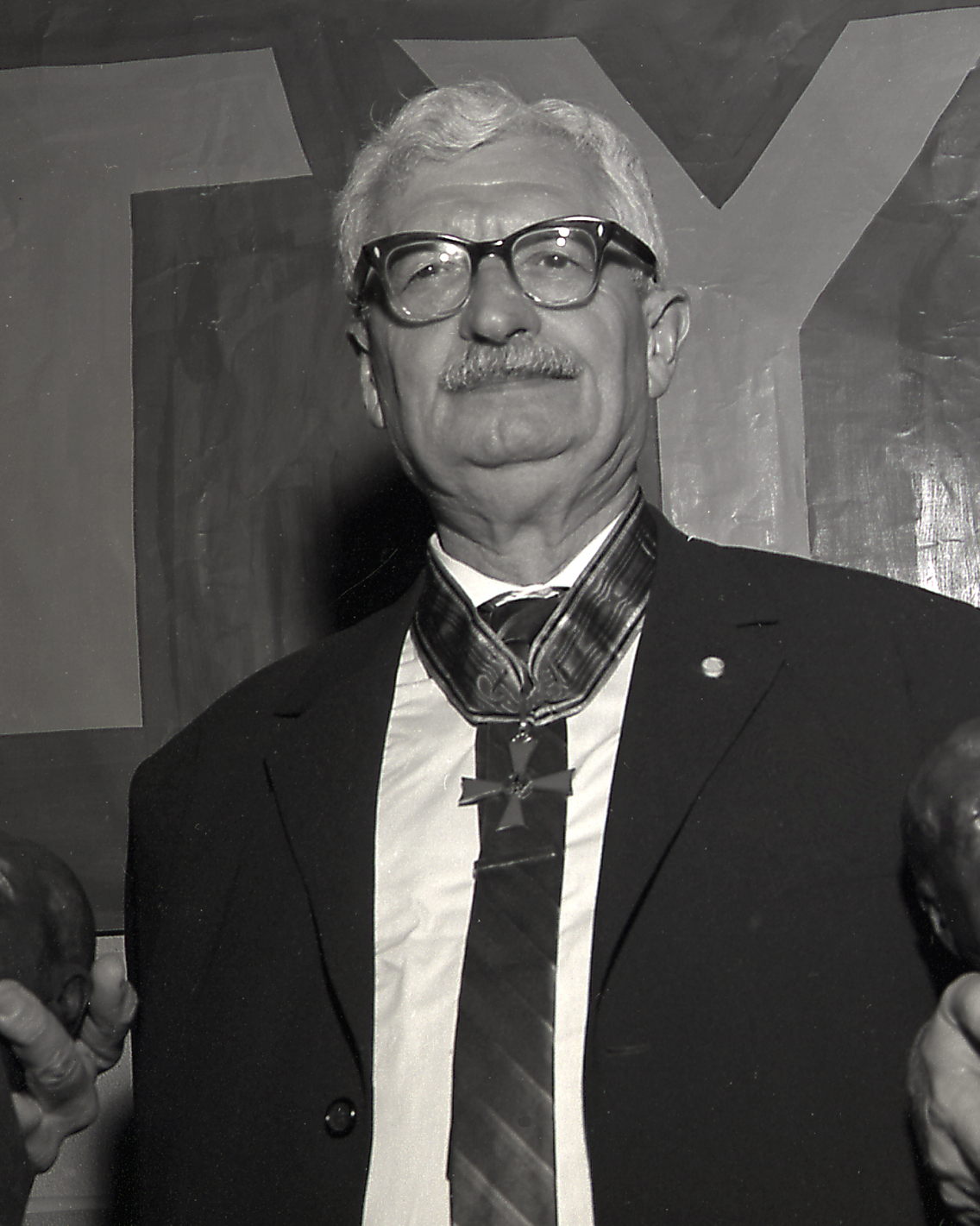
Hermann Oberth

- Hermann Oberth: Pionier der Raketen-Wissenschaft, er gilt als einer der Begründer der wissenschaftlichen Raketentechnik und Astronautik sowie als prophetischer Initiator der Raumfahrt und der Weltraummedizin, siehe Oberth-Effekt; in der Science-Fiction-Serie Star Trek gibt es Raumschiffe der Oberth-Klasse
- August Oetker: Unternehmer, Gründer des Nahrungsmittelunternehmens „Dr. August Oetker“ (1891) und Erfinder eines Backpulvers, das er erfolgreich als Markenprodukt vertrieb.
- Hans Joachim Pabst von Ohain: Erfinder des modernen Strahlantriebs (1933), Patent 1936. Frank Whittle hatte unabhängig davon ein ähnliches Konzept bereits in den Jahren 1928/1929 entwickelt.

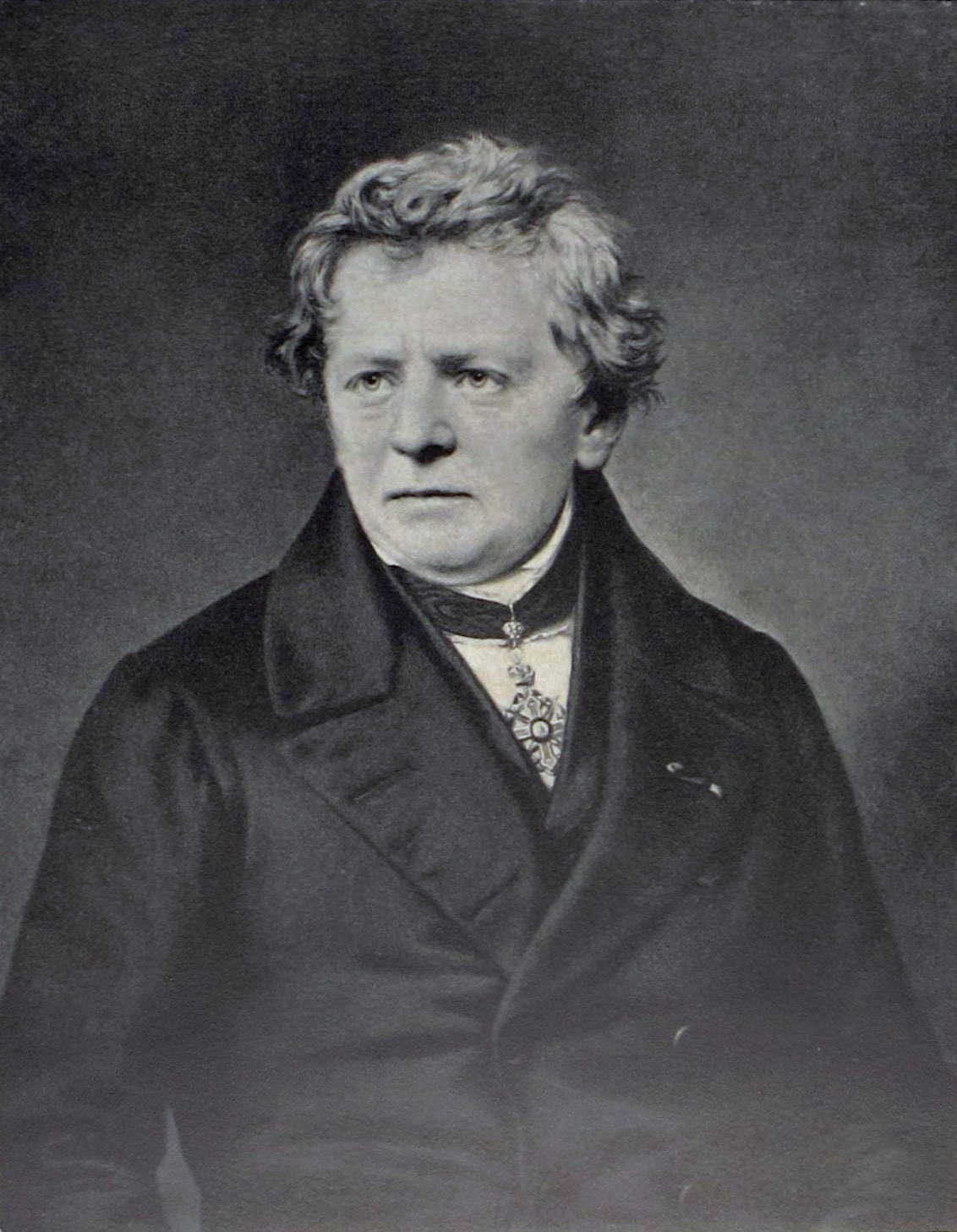
Georg Simon Ohm.

- Georg Simon Ohm: ohmsches Gesetz (Stromstärke, Widerstand, Spannung)
- Fritz von Opel: Raketenauto (gemeinsam mit Max Valier und Friedrich Wilhelm Sander)
- Wilhelm Ostwald: Zahlreiche Erfindungen u. a. im Bereich der Chemie
- Nikolaus August Otto: Ottomotor

## P
- Wolfgang Paul: Er entwickelte mit H. Steinwedel den Quadrupolmassenfilter (Paulsches Massenfilter) für massenspektrometrische Messungen. Die Paul-Falle, eine von ihm entwickelte Ionenfalle, ist nach ihm benannt, Nobelpreis (1989).
- Käthe Paulus: Berufsluftschifferin, Luftakrobatin und Erfinderin des zusammenlegbaren Fallschirms
- Hans von Pechmann: Chemiker, der 1894 das Diazomethan und 1898 das Polyethylen entdeckte. Nach ihm ist die Pechmann-Reaktion benannt.
- Arno Penzias: Astronom, Entdeckung der kosmischen Mikrowellen-Hintergrundstrahlung, erhielt 1978 zusammen mit Robert Woodrow Wilson den Physik-Nobelpreis.
- Julius Richard Petri: Erfinder der Petrischale für das chemische Labor.
- Emil Pfeiffer: Beschreibung des Pfeiffer-Drüsenfiebers
- Fritz Pfleumer: Ingenieur und Erfinder des Tonbands.

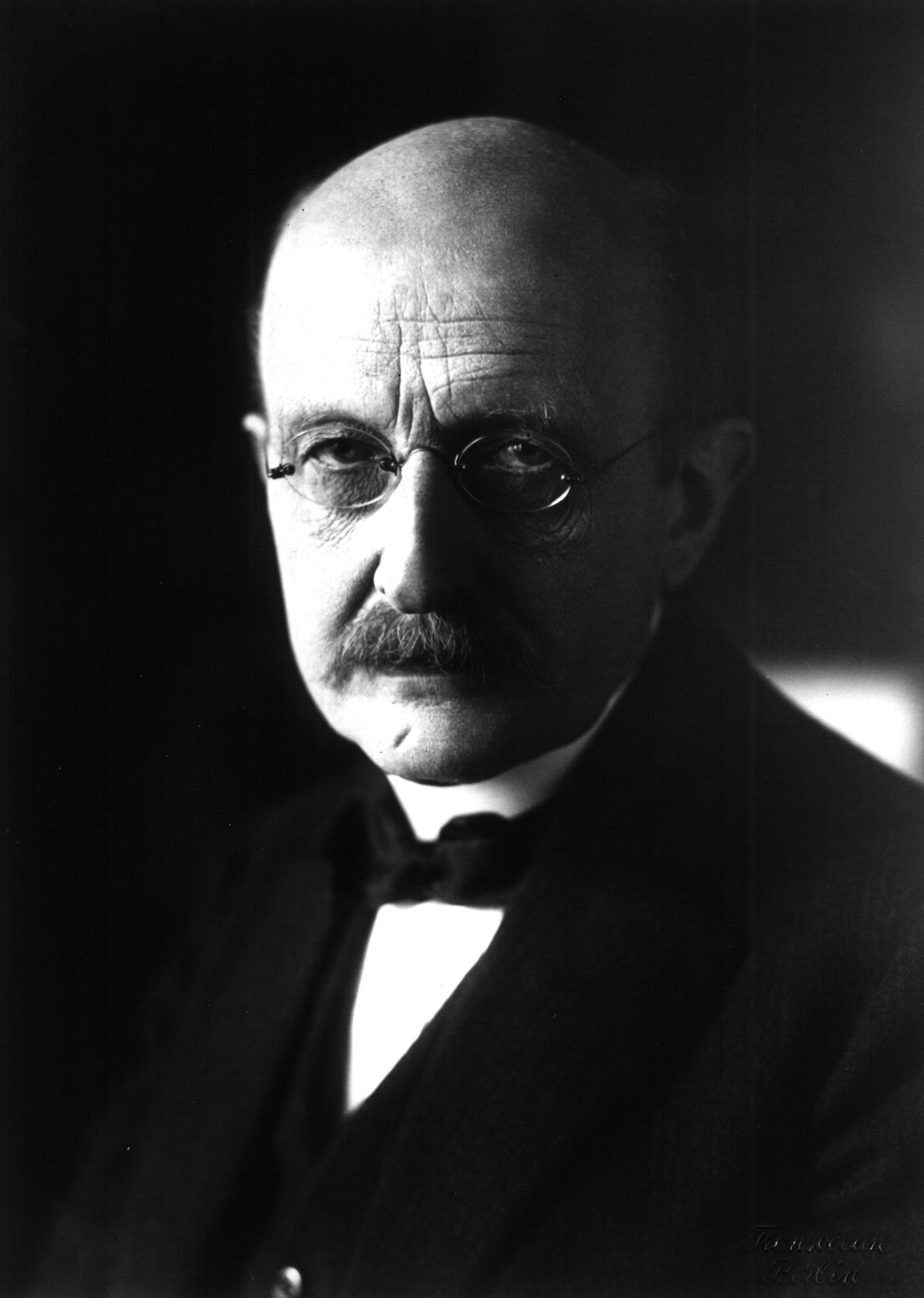
Max Planck, etwa 1930

- Max Planck: Begründer der Quantentheorie und einer der bedeutendsten Wissenschaftler des 20. Jahrhunderts, Nobelpreis (1918, verliehen 1919).
- Robert Wichard Pohl: 1938 konstruierte Pohl zusammen mit Rudolf Hilsch einen der ersten funktionierenden Halbleiterverstärker; Pohl leistete Wesentliches für die Vermittlung von physikalischem Grundwissen und bei der Erfindung von physikalischen Schauversuchen. Viele seiner Geräte werden heute in physikalischen Praktika und Vorlesungen eingesetzt. Eines seiner bekanntesten Geräte ist vermutlich das nach ihm benannte Pohlsche Rad, ein Drehpendel mit elektrisch variierbarer Wirbelstromdämpfung.
- Ludwig Prandtl: Er lieferte bedeutende Beiträge zum grundlegenden Verständnis der Strömungsmechanik und entwickelte die Grenzschichttheorie. Auf ihn geht die Prandtl-Zahl zurück.

## Q
- Georg Hermann Quincke: Quinckesches Interferenzrohr, 1866

## R

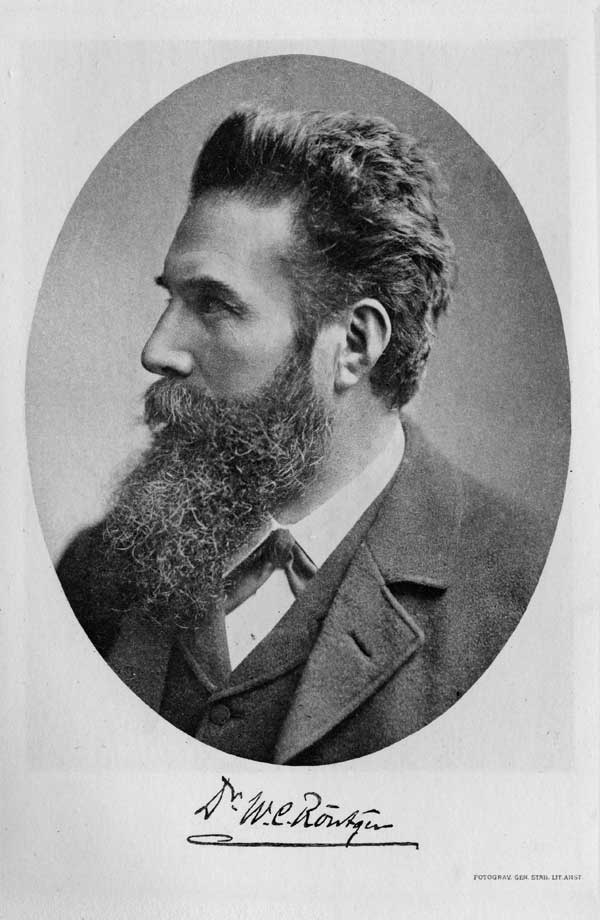
Wilhelm Conrad Röntgen

- Adolf Rambold: Erfinder des modernen Teebeutels mit Zweikammersystem (1929), Teebeutelpackmaschine
- Gustav Raupenstrauch: (Deutschland/Österreich) Erfinder des Desinfektionsmittels Lysol
- Karl Rehn: Chemiker, Entdecker des Polypropylens (auch unabhängig davon Giulio Natta)
- Ferdinand Reich: Chemiker, Mitentdecker des chemischen Elementes Indium (gemeinsam mit Theodor Richter), 1863
- Fritz Reiche: Physiker und Erforscher der Quantentheorie; von 1915 bis 1918 war er Assistent bei Max Planck als Nachfolger von Lise Meitner; in den USA unterrichtete er Theoretische Physik, Wellenmechanik und Thermodynamik.
- Karl von Reichenbach: Paraffin 1830, Kreosot 1832
- Johann Philipp Reis: Erfinder des ersten Telefons (1861); auch der Begriff Telefon / Telephon stammt von Reis
- Robert Remak: Arzt, Zellteilung, 1852; er beschrieb 1842 die drei Keimblätter Ektoderm, Mesoderm und Entoderm
- Walter Reppe: Chemiker, Reppe-Synthese
- Ralf Reski: Professor für Pflanzenbiotechnologie; mit über 140 wissenschaftlichen Veröffentlichungen hat er maßgeblich daran mitgewirkt, dass Moose als Modellorganismen der biologischen Forschung weltweite Beachtung finden; Moosbioreaktor (1998)
- Theodor Richter: Chemiker, Mitentdecker des chemischen Elementes Indium (gemeinsam mit Ferdinand Reich), 1863
- Sigmund Riefler: Physiker, Riefler-Pendel
- Bernhard Riemann: Mathematiker, der auf vielen Gebieten der Analysis, Differentialgeometrie, mathematischen Physik und der analytischen Zahlentheorie bahnbrechend wirkte.
- Adam Ries: gilt allgemein als der „Vater des modernen Rechnens“. Er trug mit seinen Werken entscheidend dazu bei, dass die römische Zahlendarstellung als in der Praxis unhandlich erkannt und weitgehend durch die nach dem Stellenwertsystem strukturierten indisch-arabischen Zahlzeichen ersetzt wurde.
- Johann Wilhelm Ritter: Entdecker der Ultraviolettstrahlung
- Otto Röhm: Polymethylmethacrylat (Plexiglas)
- Wilhelm Conrad Röntgen: Physiker; entdeckte am 8. November 1895 im Physikalischen Institut der Universität Würzburg die nach ihm benannten Röntgenstrahlen; erhielt 1901 hierfür als Erster einen Nobelpreis für Physik. Seine Entdeckung revolutionierte unter anderem die medizinische Diagnostik und führte zu weiteren wichtigen Erkenntnissen des 20. Jahrhunderts, z. B. der Entdeckung und Erforschung der Radioaktivität.
- Arthur Rudolph: Raketeningenieur
- Heinrich Daniel Rühmkorff (Deutschland/Frankreich): Funkeninduktor (Induktionsapparat) 1855
- Friedlieb Ferdinand Runge: er isolierte, charakterisierte und benannte Substanzen aus dem Steinkohlenteer, die wichtigsten darunter Kyanol (Anilin), Pyrrol, Leukol (Chinolin), Carbolsäure (Phenol) und Rosolsäure (Aurin).
- Ernst Ruska: Elektroingenieur und Miterfinder des Elektronenmikroskop, Nobelpreis (1986).

## S
- Ernst Sachs: elektrischer Lötkolben
- Hans Sauer: 309 Patente weltweit im Bereich der Konzeption des Relais'
- Fritz Schaudinn: Entdecker des Syphilis-Erreger Spirochaeta pallida (heute Treponema pallidum), 1905 (gemeinsam mit Erich Hoffmann)
- Adolf Scheibe: Er erfand u. a. die PTR-Quarzuhr (1930) gemeinsam mit Udo Adelsberger.

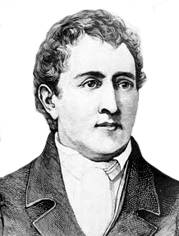
Carl Wilhelm Scheele.

- Carl Wilhelm Scheele: Entdecker mehrerer Elemente (Barium, Chlor, Fluor, Mangan, Molybdän, Wolfram, Phosphor, insbesondere des Sauerstoffs und Stickstoffs)
- Arthur Scherbius: Enigma-Chiffriermaschine
- Wilhelm Schickard: Rechenmaschine
- Paul Ludwig Schilling von Cannstatt: Pionier der Elektrotechnik
- Paul Schlack: Erfinder des Polyamids Perlon
- Matthias Jacob Schleiden: Botaniker, Mitbegründer der Zelltheorie
- Wilhelm Schlenk: Chemiker, erfand die Apparaturen der Schlenktechnik (Schlenkrohr, Schlenkkolben, Schlenkflasche)
- Heinrich Schliemann: Vater der Feldarchäologie; entdeckte u. a. die Ruinen des bronzezeitlichen Trojas
- Bernhard Schmidt: Erfand erhebliche Verbesserungen im Bereich der Teleskopie
- Paul Schmidt: Argus-Schmidtrohr im V1; Verpuffungsstrahltriebwerk
- Paul Schmidt: Erfinder, u. a. der Trockenbatterie für Taschenlampen
- Klaus Schmiegel: deutsch-amerikanischer Chemiker – Arzneistoff Fluoxetin (bekannt unter dem Handelsnamen Prozac)
- Hermann Schnell: Chemiker – Synthese von Polycarbonat
- Eduard Schnitzer: Afrikaforscher
- Christian Friedrich Schönbein: Deutsch-schweizerischer Chemiker, der das Prinzip der Brennstoffzelle entdeckte (1838) und damit als ihr Erfinder gilt, Entdecker des Ozons (1839) und Erfinder der Schießbaumwolle (1846).
- Johann Lukas Schönlein: Er entdeckte u. a. den Ringwurm oder Favus (Achorion Schönleinii).
- Otto Schott: Erfand 1887 das Borsilikatglases (Jenaer Glas); 1879 entdeckte er Lithiumglas
- Walter Schottky: Physiker und Elektrotechniker; nach Schottky wurden der Schottky-Effekt (eine Glühemission, wichtig für die Röhrentechnik), die Schottky-Diode, die Schottky-Barriere (eine Sperrschicht), die Schottky-Leerstellen (oder auch Schottky-Defekte) und die Schottky-Gleichung (auch Langmuir-Schottkysches-Raumladungsgesetz) benannt. Er leistete Forschungsarbeit über elektrische Rauschmechanismen (Schrotrauschen), die Raumladung, speziell in Elektronenröhren, sowie über die Sperrschicht in Halbleitern, die für die Entwicklung von Kupferoxydul-Gleichrichtern und Transistoren von Bedeutung waren.
- Gerhard Schrader: Nervengas Tabun 1937, Nervengas Sarin 1938
- Georg Oskar Schubert: Zwischenfilmverfahren, 1934
- Otto Schulze, Tachograph, 1902
- Otto Schulz-Kampfhenkel: Geograph, Forschungsreisender in Nord-Brasiliens Indianerreservat (17-monatige Jary-Expedition), Schriftsteller, Filmer und SS-Unterführer.

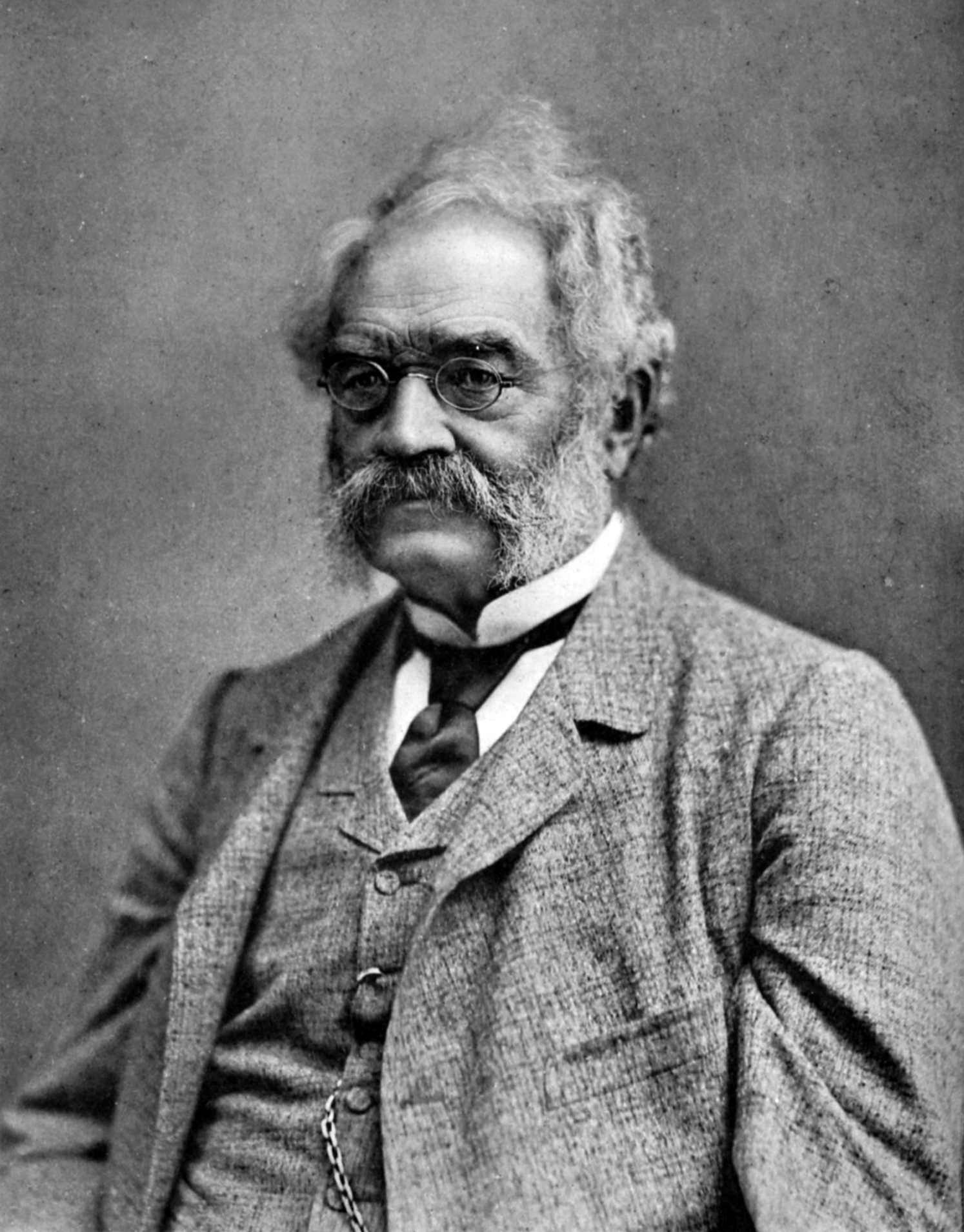
Werner von Siemens

- Marx Schwab: Silberschmied; Münzpresse um 1550.
- Berthold Schwarz: Schwarzpulver (umstritten), um 1350er
- Hans Schwarzkopf: Apotheker, erstes flüssiges Shampoo in Deutschland, 1927
- Karl Schwarzschild: Astronom, grundlegende Arbeiten über klassische schwarze Löcher. Einige Eigenschaften schwarzer Löcher erhielten deshalb seinen Namen, nämlich die Schwarzschild-Metrik, die Schwarzschild-Tangherlini-Metrik und der Schwarzschildradius. Der Kern eines schwarzen Loches wird Schwarzschild-Singularität genannt.
- Theodor Schwann: Im Jahre 1836 entdeckte er das Verdauungsenzym Pepsin. Im Jahre 1839, gemeinsam mit Matthias Schleiden, die Zellentheorie für Pflanzen und Tiere
- Hans Seehase: entwickelte beiklappbare Tragflächen für Flugzeuge (1918) und gilt als Erfinder des Drachengleitschirms (1923).
- Werner Sell: (Georg Robert Werner Sell) erfand u. a. die Einbauküche, die Flugzeugküche und das Fertighaus
- Alois Senefelder: Lithographie in 1796
- Friedrich Sertürner: Morphin wurde erstmals 1804 von ihm in Paderborn isoliert, die korrekte Summenformel wurde erst im Jahre 1848 durch Auguste Laurent ermittelt.
- Henry Siedentopf, Physiker, Ultramikroskop (gemeinsam mit Richard Zsigmondy), Nobelpreis 1925
- Werner von Siemens: 1842 gelang es ihm, einen Teelöffel aus Neusilber mit Hilfe des aus Batterien stammenden Gleichstromes mit einem Überzug wahlweise aus Silber oder Gold zu versehen. Für dieses Verfahren bekam er ein Patent, das er an einen Juwelier verkaufte. Ende 1846 entwickelte er den elektrischen Zeigertelegrafen mit Selbstunterbrechung. Im Jahr darauf erfand er ein Verfahren, um Drähte mit einer nahtlosen Umhüllung aus Guttapercha zu versehen. 1857 entwickelte Siemens die Ozonröhre, ebenfalls 1857 formulierte er das Gegenstromprinzip. 1866 entdeckte er 15 Jahre nach dem Dänen Søren Hjorth und fünf Jahre nach dem Ungarn Ányos Jedlik als dritter das dynamoelektrische Prinzip und baute eine Dynamomaschine. Werner Siemens war allerdings der erste, der der Selbsterregung eine große Bedeutung für die Erzeugung elektrischer Energie voraussagte.
- Eduard Simon: Polystyrol
- Max Skladanowsky: Bioskop
- Samuel Thomas von Soemmerring (1755–1830), Deutschland – Elektrochemischer Telegraph 1809
- Friedrich Soennecken: Rundschriftfeder für Füllfederhalter um 1860, Briefordner 1886, Locher 1886
- Hans Spemann: (Nobelpreis) – für die Entdeckung des Organisator-Effekts im embryonalen Entwicklungsstadium
- Jürgen Spinnrad: Flügelspinnrad, 1530
- Johann Sebastian Staedtler: Erfinder des Farbstifts (Buntstifts) auf Ölkreidebasis, 1834
- Johannes Stark: Entdeckung des Doppler-Effekts bei Kanalstrahlen und der Zerlegung der Spektrallinien im elektrischen Feld (Stark-Effekt) (Nobelpreis 1919)
- Hermann Staudinger: begründete die makromolekulare Chemie (Polymerchemie, Chemie der Makromoleküle). Er leistete wichtige Beiträge zur Strukturaufklärung der Makromoleküle Cellulose, Stärke, Kautschuk, Polystyrol. Er entdeckte die Stoffgruppe der Ketene.
- Max Steenbeck: Physiker, Pionier der Gasentladungsphysik und konstruierte 1935 das erste funktionierende Betatron
- Richard Steiff: Erfinder des Teddybärs (daneben Morris Michtom)
- Hans Jacob Steinberger: amerikanischer Physiker deutscher Herkunft, Grundlagenforschung über Neutrinos; Mitentdecker des Myon-Neutrino, Nobelpreis (1988).
- Carl August von Steinheil: Fotokamera (Steinheil-Verfahren) 1839 (mit Kobell), Steinheil-Schrift
- Georg Wilhelm Steller: Entdeckte Alaska (1741); Pionier der Naturgeschichte Alaskas
- Otto Stern: Nobelpreisträger; Stern-Gerlach-Experiment mit Walther Gerlach in 1922
- Horst Ludwig Störmer: Physiker, Mitentdecker des gebrochenzahligen Quanten-Hall-Effekts, Nobelpreis für Physik (1988, gemeinsam mit Robert Betts Laughlin und Daniel Chee Tsui).
- Fritz Straßmann: Mitentdecker der Kernspaltung (gemeinschaftlich mit Otto Hahn); Träger des Titels "Gerechter unter den Völkern".
- Levi Strauss: Deutschamerikaner, Industrieller und der Erfinder der Jeans.
- Friedrich Stromeyer: Chemiker, entdeckte das Element Cadmium
- Friedrich Georg Wilhelm Struve: Astronom und Geodät, der im Baltikum und in Russland arbeitete. Er veröffentlichte u. a. bedeutende Arbeiten über Doppelsterne und führte umfangreiche geodätische Vermessungen durch.
- Paul Sudeck: Chirurg, befasste sich mit den Veränderungen der Knochenstruktur, der Kallusbildung bei Knochenbrüchen und Pseudoarthrosen. Die von ihm im Jahre 1900 beschriebene Reflex- oder Algodystrophie trägt als Morbus Sudeck seinen Namen.
- Thomas Südhof: Biochemiker, Nobelpreis, Ursachen neuronaler Erkrankungen

## T
- Oscar Troplowitz: erfindet das Leukoplast, medizinisches Klebeband und den Labello
- Ehrenfried Walther von Tschirnhaus: Naturforscher (Alchemist, Didaktiker, Mathematiker, Mineraloge, Philosoph, Physiker, Techniker, Vulkanologe); u. a. neben Johann Friedrich Böttger der Erfinder des europäischen Porzellans; Entwicklung der Brennspiegel (1679–1687).
- Louis Tuchscherer: Erfinder und mechanischer Ingenieur; u. a. Schrotmühle und einen Holzspalter.

## U
- Diedrich Uhlhorn: Ingenieur, Mechaniker und Erfinder; erster mechanischer Tachometer (1817), zwischen 1817 und 1830 Erfinder der „Presse Monétaire“ (Uhlhorn-Presse)
- Richard Ulbricht: Erfinder der Ulbricht-Kugel
- Anton Ullrich (1825–1895), Zollstock (Gliedermaßstab) 1851 (1865?)
- Johann Friedrich Unger: Erfindung zum Notensatz
- Paul Gerson Unna (1850–1929): Arzt und Dermatologe; beschrieb als erster das Stratum granulosum, Unna-Krankheit (Seborrhoisches Ekzem)

## V

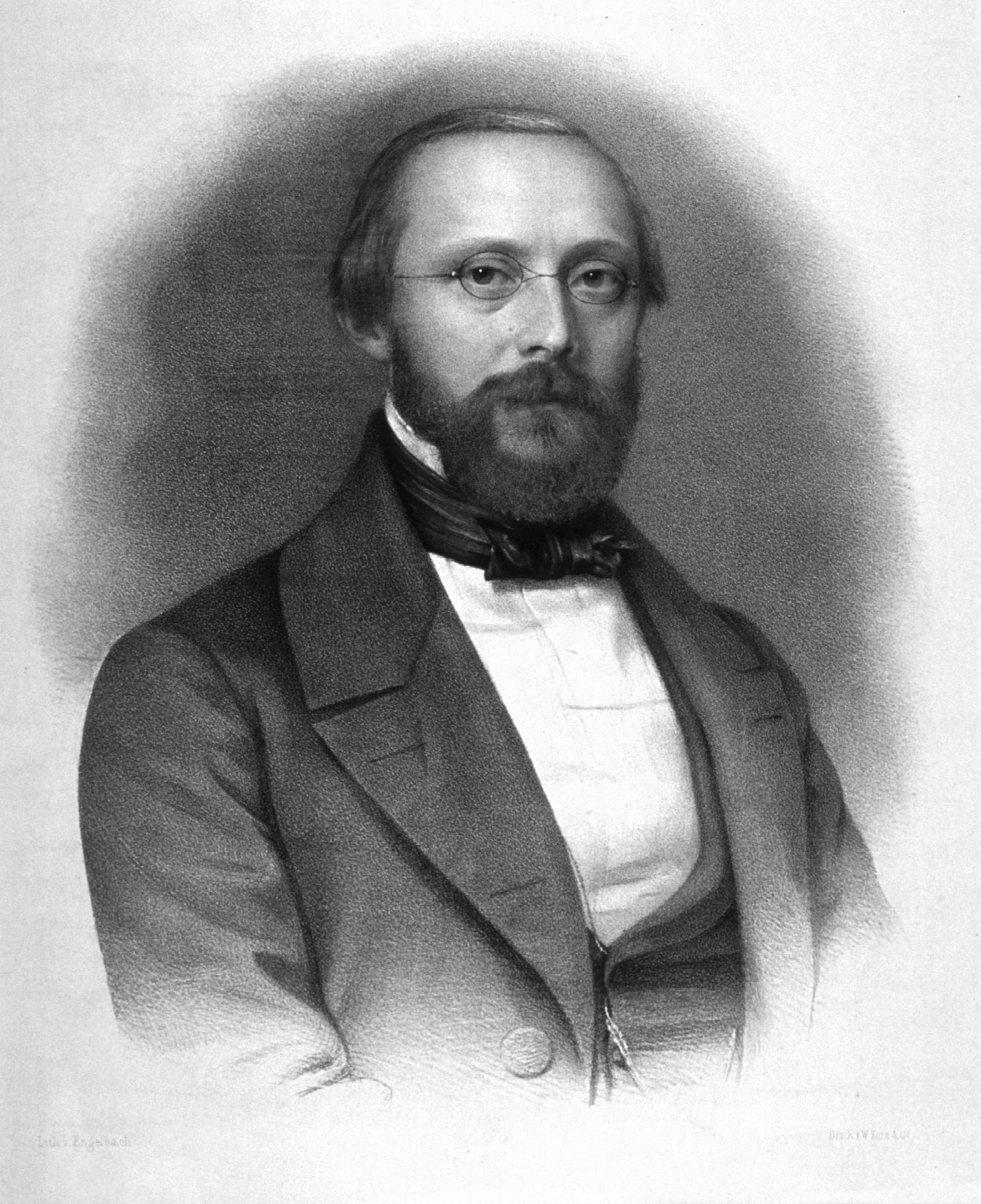
Rudolf Virchow

- Abraham Vater: Mediziner, unter anderem Entdeckung der Papilla duodeni major
- Richard Vetter: Voll-Brennwertkessel („Vetter-Ofen“), vor 1986
- Rudolf Virchow: Vater der modernen Pathologie; zahlreiche Erfindungen im Bereich der Human-Medizin
- Jean Pierre Vité: Pheromon-Lockstofffalle, ab 1973
- Hans Vogt: Erfand den Tonfilm (Idee 1905) zusammen mit Joseph Benedict Engl und Joseph Massolle; erster Tonfilm für die Öffentlichkeit am 17. September 1922 im Filmtheater Alhambra, Berlin, Deutschland
- Woldemar Voigt (Physiker): Voigt-Profil; Voigtsche Notation
- Woldemar Voigt (Ingenieur): Entwickler und Gestalter bei Messerschmitt; Pionier der Me 163 und der Me 264; Projektleiter bei Me P. 1101, Me P. 1106, Me P. 1110, Me P. 1111, Me P. 1112 und Me P. 1116.
- Jacob Volhard: Chemiker; zusammen mit Hugo Erdmann Thiophensynthese (Volhard-Erdmann-Zyklisierung), 1885; zahlreiche Entdeckungen im Bereich der Chemie
- Joseph Vollmer (1871–1955), Deutschland – erster Lastzug der Welt (einen „Durch“ Lastzug als Frontlenker-Lkw mit zwei Anhängern), 1903

## W

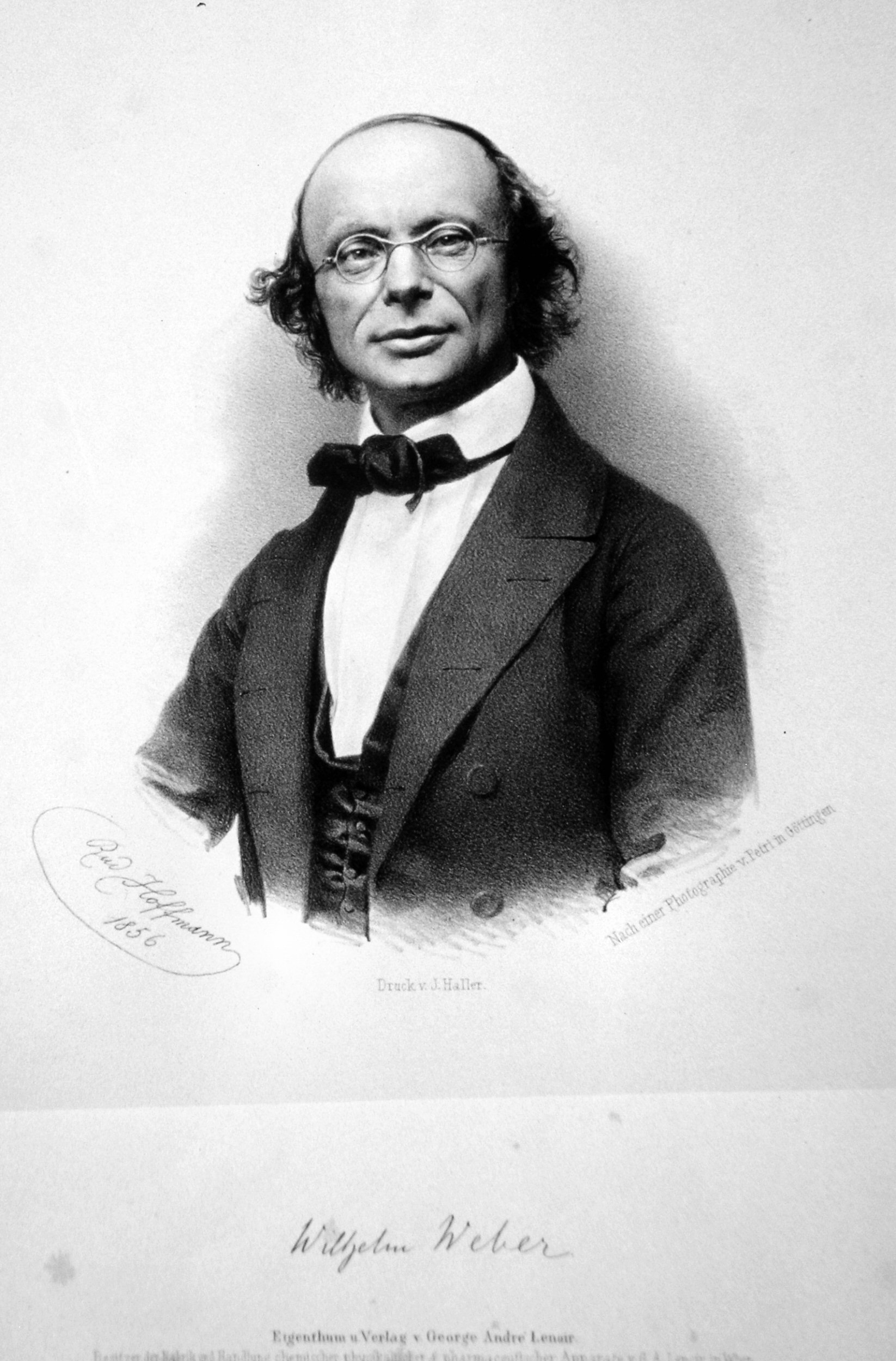
Wilhelm Eduard Weber, 1856

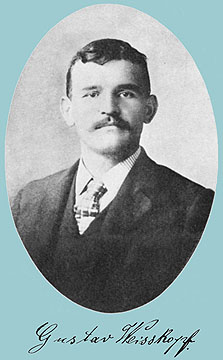
Gustav Weißkopf

- Johann Philipp Wagner: Wagnerscher Hammer
- Paul Walden: Entdecker der Walden-Umkehr
- Otto Wallach: Entdecker mehrerer Reaktionen zum Aufbau heterozyklischer Verbindungen und von Farbstoffen. Wallach leistete in der Terpenchemie grundlegende Arbeiten zur Strukturaufklärung und der Synthese dieser Stoffklasse.
- Hellmuth Walter: Erfinder und U-Boot-Entwickler; Gasturbine als Antrieb für U-Boote (Walter-Antrieb). Walter entwickelte auch Raketenantriebe (zum Beispiel für die Messerschmitt Me 163 und die Heinkel He 176), Starthilfsraketen und Torpedoantriebe.
- Felix Wankel: Maschinenbauingenieur und Erfinder des nach ihm benannten Wankelmotors
- Otto Warburg: Nobelpreis für die Entdeckung der Natur und der Funktion des Atmungsferments
- Max Weber: Soziologe, Jurist, National- und Sozialökonom; er gilt als einer der Klassiker der Soziologie sowie der gesamten Kultur- und Sozialwissenschaften. Begründer der Herrschaftssoziologie und neben Émile Durkheim Begründer der Religionssoziologie. Auch zählt er neben Karl Marx und Georg Simmel zu den bedeutenden Klassikern der Wirtschaftssoziologie.
- Alfred Wegener: Meteorologe, Polar- und Geowissenschaftler; wichtigster Beitrag zur Wissenschaft gilt seine erst posthum anerkannte Theorie der Kontinentalverschiebung, die zu einer wesentlichen Grundlage für das heutige Modell der Plattentektonik geworden ist. Zu seinen Lebzeiten war Wegener vor allem für seine Verdienste in der Meteorologie und als Pionier der Polarforschung bekannt.
- Wilhelm Eduard Weber: Physiker. Die SI-Einheit „Weber“ (abgekürzt Wb) des magnetischen Flusses ist nach ihm benannt. Konstruierte zusammen mit Carl Friedrich Gauß (1833) den ersten elektromagnetischen Telegraphen
- Karl Weierstraß: Mathematiker, logisch fundierte Aufarbeitung der Analysis, verschiedene Analysis-Sätze
- Wilhelm Weinberg: Biologe, Mitentwickler des Hardy-Weinberg-Gleichgewichts
- Adolf Ferdinand Weinhold: Chemiker, Isolierkanne
- August Weismann: Biologe, Begründer des Neodarwinismus
- Carl Wernicke: Entdecker des Wernicke-Zentrum im Gehirn
- Gottlob Widmann: moderner Filterkaffeeautomat, den Wigomat
- Wilhelm Wien: Entdeckungen betreffend die Gesetze der Wärmestrahlung, Wiensches Verschiebungsgesetz (Nobelpreis)
- Johan Carl Wilcke: Entdeckung der dielektrischen Polarisation
- Richard Willstätter (Nobelpreis): für seine Untersuchungen der Farbstoffe im Pflanzenreich, vor allem des Chlorophylls
- Hugo Winckler: Entdecker der hethitischen Hauptstadt Hattuša
- Adolf Windaus: Chemiker, Nobelpreisträger für Chemie „für seine Verdienste um die Erforschung des Aufbaus der Sterine und ihres Zusammenhanges mit den Vitaminen“
- Clemens Alexander Winkler: Chemiker; Entdecker des chemischen Elements Germanium (1886)
- Dietrich Nikolaus Winkel: erfand unter anderem einen Vorläufer des Metronoms und das Componium, einen Automat nach dem Vorbild des Panharmonikons
- Zachäus Andreas Winzler, Gasherd, 1802
- Johann Georg Wirsung: Entdecker des Wirsung-Gangs der Bauchspeicheldrüse
- Georg Wittig: Chemiker, Wittig-Reaktion, Nobelpreisträger
- August Wöhler: Ingenieur; erforschte die Werkstoffe Stahl und Eisen. Die nach ihm benannte Wöhlerlinie stellt für einen Werkstoff unter Schwingbelastung den Zusammenhang zwischen Bruchlastspielzahl und Ausschlagsspannung dar.
- Friedrich Wöhler: Chemiker; Wöhler gilt als Pionier der organischen Chemie wegen seiner Synthese von Oxalsäure durch Hydrolyse von Dicyan (1824) und von Harnstoff aus Ammoniumcyanat im Jahre 1828.
- Heinrich Wöhlk: Kontaktlinsen aus Plexiglas
- Alois Wolfmüller: Pionier des Motorradbaus
- Wilhelm Wundt: gilt als Begründer der Psychologie als eigenständiger Wissenschaft und als Mitbegründer der Völkerpsychologie (Kulturpsychologie)

## Z

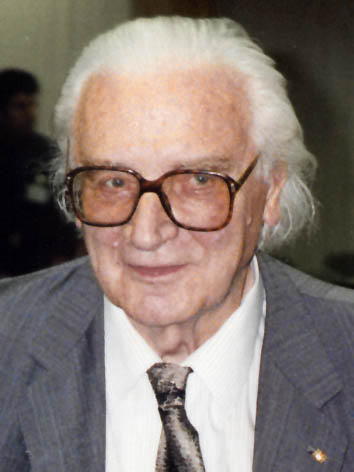
Konrad Zuse (1992)

- Engelbert Zaschka (1895–1955): Hubschrauberpionier, Faltauto, Muskelkraft-Flugzeug
- Ferdinand Graf von Zeppelin (1838–1917): Erfinder des ersten lenkbaren Luftschiffes
- Karl Ziegler: (Nobelpreis) – Ziegler-Natta-Verfahren
- Karl Günther Zimmer: Biophysiker aus Breslau; Pionier der Strahlenbiologie; Wirksamkeit von Röntgenstrahlen und schnellen Neutronen bezüglich der Erzeugung von Chromosomenmutationen (DNA)
- Theodor Zincke: Chemiker, Zincke-Reaktion, Zincke-Suhl-Reaktion sowie die Zincke-Nitrierung
- Karl Friedrich Zöllner: Astronom, Astrophotometer, das sogenannte Zöllnersche Photometer.
- Konrad Zuse: Erfinder des ersten funktionstüchtigen Rechners der Welt